# 顔成坤

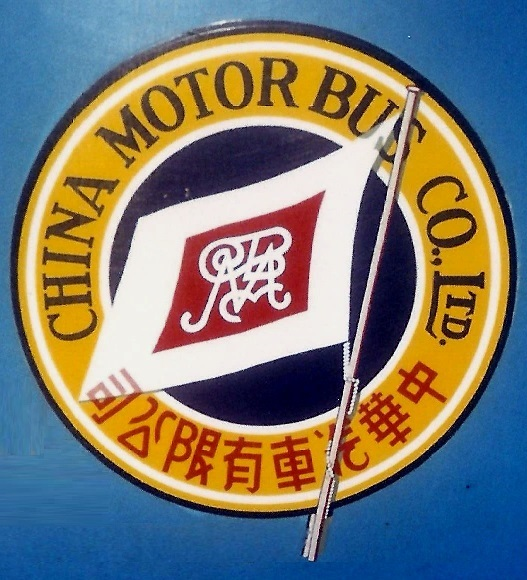
顔成坤の中華汽車有限公司のロゴ。独占営業権を喪失する直前の1998年に撮影

顔 成坤 CBE，JP[?]（がん せいこん、中国語: 顏成坤、英語: Ngan Shing-kwan、1900年12月18日 – 2001年4月14日）は、香港の実業家、政治家。中華汽車有限公司（略称: 中巴）の創業者であり、同社は1933年6月から1998年8月の長期に亘って香港島におけるバス事業の独占営業特許（中国語: 專營權）を有していた。また、1951年には香港政庁より立法局非官守議員に任命されると、1959年から1961年にかけて同局の首席非官守議員を務め、1959年から1961年にかけては行政局非官守議員も兼任した。
顔は、青年期には皇仁書院および上海の聖ヨハネ大学で教育を受けた。1920年、家業である人力車事業を継承したのち、バス事業の将来性を見込んで商人の黄耀南とともに1923年に中巴を設立、これは九龍で三番目のバス会社となった。1933年に専営権を獲得した後、中巴は九龍から香港島に移転した。同社は戦後、顔の主導下で業務を急速に拡大させ、1980年代の最盛期にはバス路線は100本を超え、車両数は1000台以上、年間乗客数は数億人に達し、「中巴王国」と称された。1981年にはパリバーググループが中巴の株式取得を狙ったが、最終的に顔によって撃退された。
中巴の事業以外に、顔成坤は社会活動に熱心であった。1931年から1932年にかけては、東華三院合併後の初代主席に選出され、さらに1939年から1940年には保良局主席を務めた。戦後の1946年には市政局非官守議員に任命され、1951年には同局の首席非官守議員に昇格したが、1953年には公務多忙を理由に辞任した。香港の潮州系華僑の領袖として、行政局・立法局での職務の傍ら、1960年代以降に政界を退くまで多くの公職を兼任したが。一方、スポーツ事業にも情熱を注ぎ、戦前から戦後にかけて南華体育会の主席および会長を通算8期務めた。1935年には中華民国第6回全国運動会の香港区代表総団長を務め、1936年にはサッカー中華民国代表の監督として、第11回ベルリン・オリンピックに参加した。
しかし、1980年代に入ると、顔による中巴の家族経営は保守的で時代遅れだと批判されるようになり、サービスの質の低下や労使紛争などの問題が世論の非難を招いた。これを受けて香港政庁は1993年と1995年に、それぞれ26路線と14路線を城巴有限公司（城巴）に移管し、さらに1998年2月には中巴の特許を打ち切ることを発表した。これにより中巴の特許バス事業は同年8月末をもって終了し、新たな専営権は新世界第一巴士服務有限公司（新巴）が獲得した。顔は1933年以来、中巴の主席および監理を務めてきたが、高齢と健康状態の悪化により1990年代中頃には経営を子女に委ねていた。顔家は多くの車庫や従業員宿舎の土地を所有しており、この時期すでにバス事業から不動産開発へと照準を合わせていた。そのため専営権喪失後、中巴は実質的にバス会社から不動産を主軸とする企業へと転換した。

## 生涯

### 幼少期
顔成坤の祖籍は広東省潮陽であり、1900年12月18日にイギリス領香港で生まれた。父・顔永祠とその妻顔詹氏との間の唯一の男子であった。永祠は元は九龍倉公司で咕喱頭（苦力の頭目）をやっていたが、その後渣甸糖廠と尖沙咀貨倉の咕喱頭も兼任し、九龍におけるライセンス済み人力車車夫の工頭にもなった。永祠は潮州や汕頭などから香港への労働者の斡旋のほか、彼ら苦力の香港での生活を監督し、その過程で費用を徴収していた。1901年、香港政庁は、轎および人力車苦力の深刻な人手不足問題を調査するための委員会を設置し、永祠はその委員会に証人として招かれた。後に永祠は独立して事業を立ち上げ、九龍で人力車業を展開、畸里3号と広東道112号にそれぞれ「永興号」と「永隆号」という人力車店を開設したほか、広東道110号には「新徳隆人力車咕喱舖」を構えた。
永祠は1905年3月9日に死去し、遺産の承継者として妻の顔詹氏は同年5月9日付で委任状を作成し、夫が生前に経営していた人力車業を夫の実弟・顔六に託して管理させた。その後、顔詹氏は1917年12月10日付で当該委任状を正式に撤回し、顔六と「永興号」「永隆号」「新徳隆」との関係を解消したことを宣言した。とはいえ、当初は顔六が委任状撤回後も引き続き業務を継続していたが、顔詹氏側が発出した令状により、最終的に顔六は業務を返還し、双方で財産を分割するに至った。顔詹氏はさらに1918年、訴訟を提起し、顔六側に対して経営帳簿の提出と精査を求めた。これにより1919年に顏詹氏が勝訴した。なお、顔詹氏一家は元々廣東道116号に居住しており、顔六の家族は隣の114号に住んでいたが、財産分割後に顔六一家は近隣の海防道18号へ転居した。
顔成坤は幼くして父を亡くしたものの、家族の支援を受けて英語教育を受けるため皇仁書院に入学し、その後は上海の聖ヨハネ大学へ進学してさらに学問を深めた。学者・呉醒濂が1937年に出版した『香港華人名人史略』によれば、成坤は皇仁書院を離れた後、若年期に孫文に従って救国活動に従事していたとされる。顔成坤は皇仁書院OBとしての縁から、後の1971年4月には皇仁書院旧生会からの招請を受けて旧生会名誉顧問に就任している。

### 中巴王国

#### 中巴の創業
1920年、当時20歳であった顔は香港に戻り、家業である人力車業を引き継いだ。当時、人力車は依然として香港における主要な陸上公共交通手段の一つであり、例えば警察は1921年に九龍および新九龍の5か所の公共人力車乗り場に電話を設置することを決定したが、そのうちの一つは顔が経営する広東道112号の永隆号人力車舗であった。また、顔六が経営する広東道142号の人力車舗も電話設置の対象となった公共人力車乗り場の一つであった。しかし、自動車が徐々に普及し、加えて1921年に九龍汽車公司（九龍巴士、略称九巴）、1923年に啓徳客車公司が相次いで設立され、九龍地区における公共バスサービスを提供し始めたことで、人力車業は次第に明確な競争に直面するようになった。
このような状況を受け、顔成坤は公共バス市場での一角を占めるべく積極的に計画を進め、1923年9月2日、紅磡において商人の黄耀南とともに中華汽車公司（中華巴士、略称中巴）を共同で創立した。当初は単層バス6台を有し、九巴と啓徳客車公司に続く、九龍における第三のバス会社となった。顔成坤のビジネスパートナーである黄耀南は、港紳であり四邑輪船公司の創業者の一人・黄炳純の息子であったことから、黄家も顔家と同様に公共交通の経営経験を有していた。1927年、顔は黄炳純の娘である黄亦梅を娶り、両家は姻戚関係を結び、黄耀南は顔の義兄となったことからも、顔家と黄家の緊密な関係が窺える。中巴創立当初、顔成坤と黄耀南は共同で総司理を務めた。初期には尖沙咀と九龍塘周辺を結ぶバスサービスを主として提供し、新界の村落間にも路線を展開していた。中巴創立当初から、九巴が最大の競合相手であったが、当時の一部新聞や世論では、中巴のサービス品質や管理水準はより理想的で、経営陣も熱心に運営に携わっており、新車の導入にも積極的であったため、同社は徐々に規模を拡大していると評価されていた。

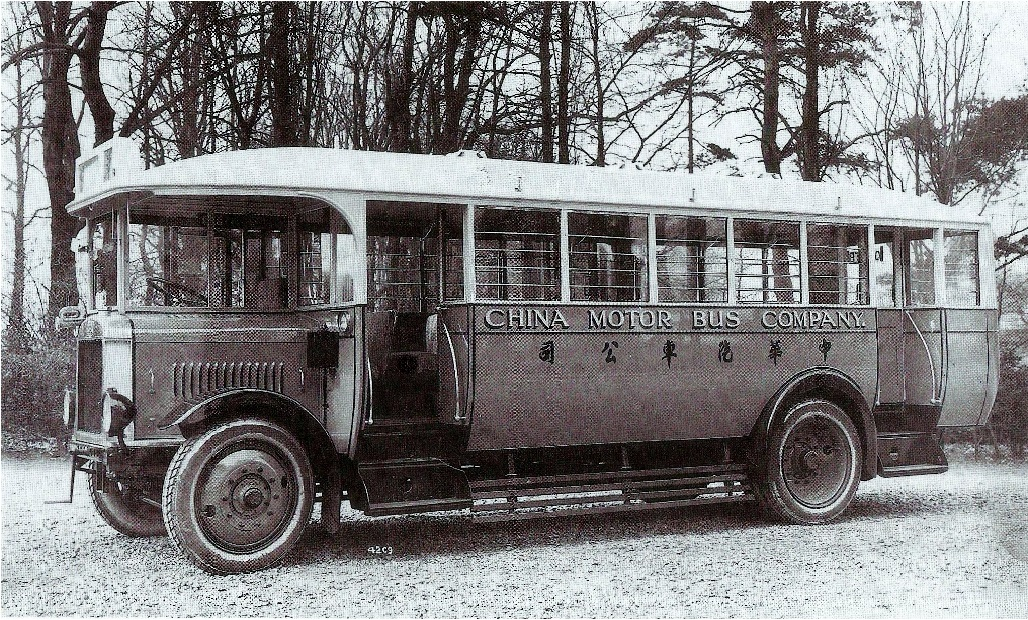
中巴が1926年にイギリスから購入したレイランド・モーターズ社の非連節バス

1932年9月、香港政庁は当時の公共バスサービスの質にばらつきがあることを受けて、専営権制度の導入を決定し、バス路線の入札を実施することとした。この新制度のもとでは、公共バスサービスは「専利巴士公司（特許バス会社）」によってのみ提供されることとなり、その取締役会の過半数はイギリス国籍を持つ人物で構成される必要があった。また、バス車両はイギリス本国または大英帝国（のちのコモンウェルス）に属する国家で製造されたものでなければならなかった。この車両製造地に関する制限は、1984年10月にようやく撤廃されている。しかしながら、当時の香港政庁による入札プロセスは非常に不透明で、1933年1月に入札結果が発表されるまで、一般には入札が行われていたこと自体が知られていなかった。加えて、政庁は入札に関する詳細を一切公開せず、提出された入札書の件数や落札に至らなかった提案の内容も明らかにしなかった。このような不透明な姿勢は、輿論から強い批判を招くこととなった。
この入札の結果、顔成坤が率いる中華汽車公司（中巴）は香港島地域のバス専営権を獲得し、九龍および新界地域の専営権は九龍汽車公司（九巴）が落札した。両社に付与された専営権はいずれも1933年6月11日から発効し、契約期間は15年間であった。専営権の交付を受けた後、顔成坤と黄耀南は、実業家の林卓明・馮強、および顔成坤の従兄弟である顔光宗らと出資して中巴を改組し、「中華汽車有限公司」として法人化した。一方、九巴も同様に「九龍汽車（一九三三）有限公司」として改組された。改組後の中巴において、顔は董事局主席兼監理に就任し、黄耀南は副董事長兼経理を務めた。いずれの出資者も新会社の永年董事（終身取締役）として名を連ねた。中巴はそれまで香港島での運行実績がなかったため、初期の運行車両として九龍側から10台のバスを移送したほか、当時香港島で運行していた3社、すなわち香港大酒店巴士公司、香港電車有限公司、香港仔街坊福利会公共汽車公司から、合計44台のバスを買収した。
香港島で営業を始めた中巴は、当初、銅鑼湾の屈臣道に臨時車庫を設けた。運行当初は9つの路線を提供しており、主な路線には上環東街と跑馬地を結ぶ「1」号線、中環皇家碼頭（すなわち卜公碼頭）と香港大学をそれぞれ逆方向で循環する「3」号線および「4」号線、中環油麻地碼頭（統一碼頭の前身）と香港仔を往復する「7」号線などがあった。戦前の中巴は九巴と同様に頭等と二等の運賃制度を採用しており、分区制運賃、月間パス、学生割引乗車券などの制度もすでに存在していた。
1941年12月、日本が太平洋戦争勃発とともに香港へ侵攻し、香港保衛戦が勃発した。戦闘の期間中、中巴の運行は停止し、同年12月25日に香港が陥落して日本の占領下に入った後も、中巴の運行停止は続いた。1942年1月25日になってようやく、顏成坤の指導のもとで運行が再開されたが、戦時中に多くのバスが破壊されたり、日本軍に徴用されたりしたうえ、燃料も不足していたため、ごく限られた範囲での運行しかできなかった。1942年5月、顔は日本軍占領地総督部より華民各界協議会委員に任命された。同年10月、総督部は中巴や九巴を含むすべての公共交通企業に対して「香港自動車運送会社」への統合を命じ、日本人顧問を配し、顔は新会社支配人に任命された。それでもなお、戦乱のため香港の公共交通サービスは停滞を続けた。1943年末、顔は病気を理由に自動車運送会社の職を辞し、家族とともにマカオへ避難することに成功し、第二次世界大戦が1945年に終結するまで身を寄せていた。

#### 戦後の発展
1945年8月の香港重光後、顔は香港に戻り、中巴の業務再建に尽力した。戦前に108台あった中巴のバス車両は、調査の結果、その75%は失われており、残された車両も戦禍の影響で修理を要するか、あるいは廃車せざるを得ない状態だった。それでも、イギリスの臨時軍政府の要請により、中巴は1945年9月から段階的に運行を再開したが、初期にはトラックをバスの代用として使用しなければならなかった。それでも顔はイギリスから新たな車両の購入に着手し、バスの保有数は1947年には47台にまで回復し、1948年の年間乗客数も2,000万人超にまで回復した。

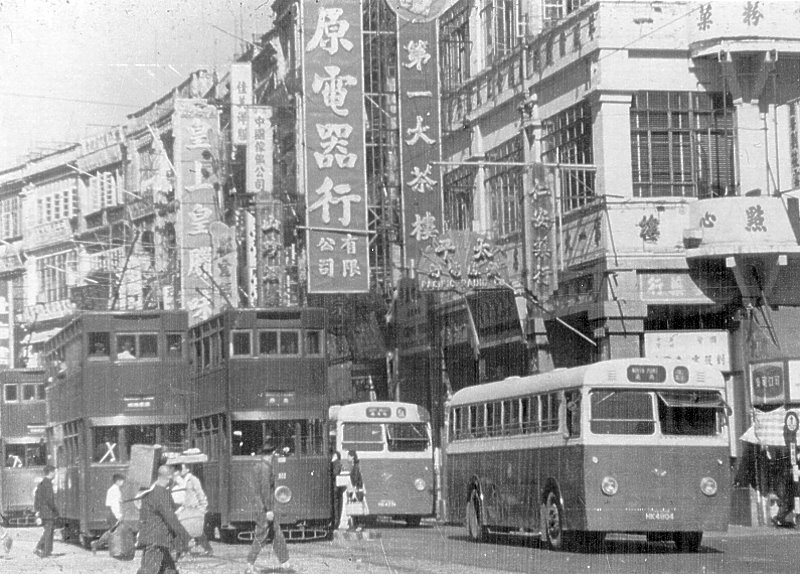
1950年代の徳輔道中。路面には中巴の単層バスが見える

香港の人口が急増する中で、戦後の中巴は顔の主導のもと積極的に事業を拡大し、政府が保証した利回りという有利な条件下で多大な収益を上げるようになった。中巴の年間純利益は、1949/50年度の110万香港ドルから、1956/57年度には248万ドル、1964/65年度には360万ドル、1974/75年度には730万ドルに達した。その後も純利益は毎年1,000万香港ドルを超え、1980/81年度と1989/90年度にはそれぞれ3,300万ドル超、7,000万ドル超の純利益を記録した。乗客数の面でも、中巴は1956～1957年度に6,700万人の総乗客数を達成し、1960年代に入ると毎年1億人以上の乗客を維持、1984/85年度には3億6,400万人という最高記録を更新した。また、1962年1月には初の株式公開配分を実施し、正式に上場企業となった。
この時期、中巴は顔の下で多くの革新を進めた。その中には、1962年に香港島で初の二階建てバスを導入したこと、1972年に大型バス「ジャンボバス（珍寶巴士）」の導入を開始したこと、1976年に車掌を廃止して「ワンマンバス」方式を全面的に実施したこと、1981年にさらに輸送力の高い三軸二階建てバスを導入したこと、1990年には冷房付きの二階建てバスを導入したことなどが挙げられる。また、1972年に香港島と九龍半島を結ぶ海底隧道が開通すると、中巴はかつての九龍側の競争相手・九巴とともにそれぞれトンネルを跨ぐ（粤語: 過海）バス路線を開設し、中巴の路線網は再び九龍をカバーするようになった。全盛期には中巴は100以上のバス路線を運営し、車両数は1,000台を超え、車庫は北角、柴湾、黄竹坑などに分布しており、「中巴王国」とまで称された。

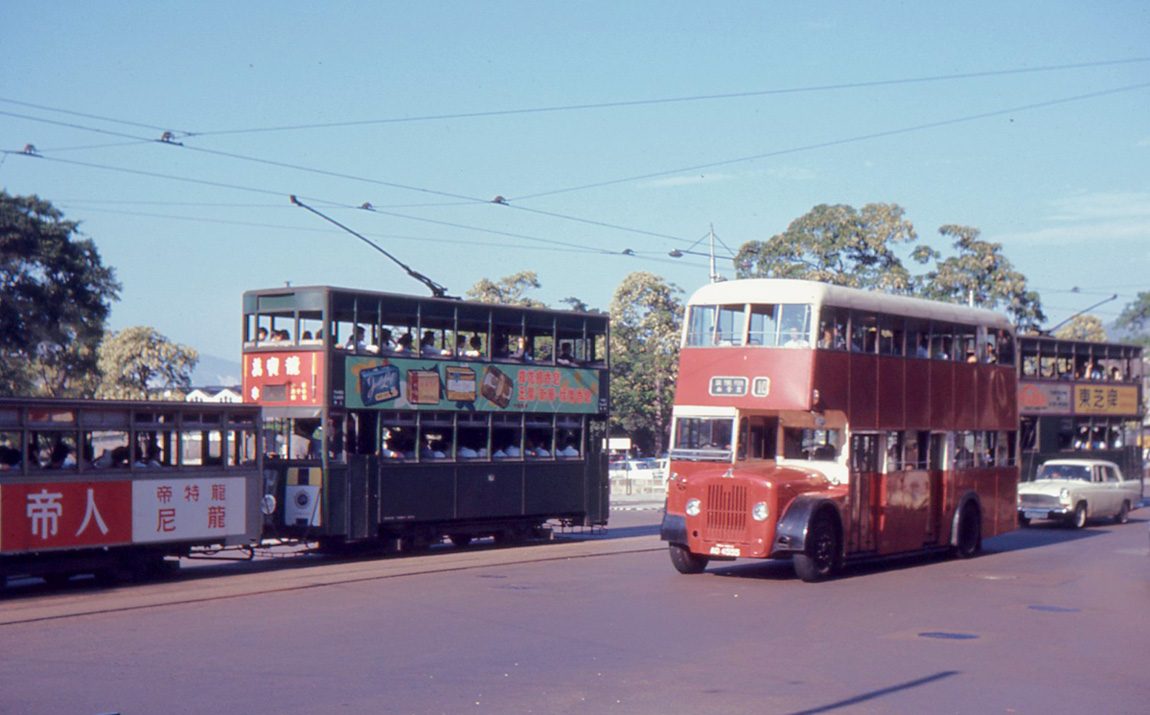
中巴が1962年から導入したダブルデッカー。写真はそのひとつ、Guy Arab MkV

中巴の事業以外にも、顔は戦前からすでに他の商業分野に進出しており、『大光報』および嘉華人寿保険公司の董事長、新亜酒店の董事などを務めていた。戦後の1955年には、実業家の周錫年（のちにナイト爵受爵）が主導して設立した香港華人銀行に参加し、創業時の永久董事に加えて副董事長にも選出された。顔は1980年に香港と東南アジアの合資財団が同銀行を買収するまでこの職にあった。潮州系華僑の領袖として、顔は1962年には同じ潮州商人である廖宝珊の一族の招きを受け、前年に取り付け騒ぎを起こしていた廖創興銀行の董事長に就任、その後、1972年には新設された廖創興企業有限公司にも副董事長として迎えられた。彼は1984年に退任するまで、廖創興銀行と廖創興企業の両董事局に長年勤務した。そのほか、顔は香港中華総商会の会董および顧問、中華廠商会の名誉会長、浅水湾興業有限公司の董事でもあり、1962年にはメイバンク（馬來亞銀行）の香港地区董事にも招かれている。また、多くの家族経営企業においても要職に就いており、たとえば港島運通企業有限公司の董事長、坤梅有限公司の董事長、永興隆の総経理などが挙げられる。
しかし、戦後における中巴の歴年の発展も決して常に順風満帆というわけではなかった。例えば、早くも1950年には14名の学生を解雇したことで運転手のサボタージュが発生しており、また退職金と賃金の問題は常に中巴に付き纏った。1967年に起きた六七暴動では、顔は過剰な長時間労働と低賃金という労働者側の抗議に対応しなければならなかっただけでなく、暴動によるバス運行への影響にも対処しなければならなかった。中でも、左派陣営の計画によって香港島・九龍のバス運転手が1967年6月にストライキに突入した際には、中巴は限られた運行を維持することが精一杯となった。これを受けて、顔は短期間の内に欠員を補充するために大量の新人運転手の募集を開始し、またストライキに参加しなかった運転手には特別手当を支給し、一時的に警備員を増員してバスに常駐させたため、同年12月にはバスの利用率は暴動前の92％まで回復した。
1981年、顔の中巴支配は更に厳しい挑戦を受けることになる。当時羅旭瑞が率いていたパリバーググループ（中国語: 百利保集團）は、中巴が所有する多数の倉庫・工場や宿舍の土地に再開発の潜在的価値を認め、中巴の買収を試みた。パリバーグは元々中巴の株式の11.1%を確保していたが、この年には中巴のもう一人の創業者である黄耀南および、董事の一人である黄仁手から計8.1%となる株式を取得、両名を董事局（取締役会）から退任させたことで、その株式保有比率を20.4%に引き上げて中巴最大の独立株主となった。その後、パリバーグは1株あたり35香港ドルで中巴株式を買収すると発表し、顔を追い詰めた。これに対抗して、顔は同じ潮州系実業家の葉謀遵が率いる新昌地産の支援を求め、共同で新会社を設立し、1株38.5香港ドルで中巴株式の7%を部分的に買い戻す反敵対的買収措置を仕掛けたうえで、株主に高配当を約束することで支持を得た。最終的にこうした対抗策によって、パリバーグの敵対的買収を退けることに成功した。
パリバーグによる買収劇を経て、顔は中巴の支配権を守り抜いたものの、その代償として多額の資金を費やすこととなった。これに対してパリバーグは、中巴による反対買収の動きに乗じて保有株式を売却し、3,000万香港ドルの利益を得た。黄耀南が中巴の董事局（取締役会）から退任した後は、顔が唯一の永遠董事（終身取締役）として残り、中巴の経営全般は顔とその子女によって掌握されるようになり、経営姿勢も次第に保守的なものへと変化していった。コスト削減を目的に、1984年から1988年にかけて中巴は新型車両の導入を一切行わず、その結果としてサービス水準は著しく低下した。さらに、1985年に香港地鉄港島線が開通したことで、中巴は直接的に競争に晒され、乗客数が大きく減少した。1987年時点で、中巴の擁する約100路線のうち、53路線で赤字が計上されており、中巴の特許バス事業の将来には暗雲が立ち込めていた。

#### 特許の喪失
1933年に香港政庁が中巴に対して香港島エリアにおける公共バス事業の専営権を発給した際、当初の有効期間は15年間と定められていた。戦後の1947年には、政庁は改めて中巴に対して10年間の専営権を付与し、その後さらに3年間延長された。1960年には15年の専営権が与えられ、1975年には再び10年の専営権が発給され、1978年には有効期限を1987年までに前倒しで延長することが承認された。しかし1980年代に入ると、中巴のサービス水準が低下したとの批判が相次ぎ、バスの遅延・運休、老朽化した車両、車内の不衛生などの問題が市民の不満を招くようになった。このことから政庁は中巴のサービスおよび経営体制の見直しに着手し、専営権の延長も2年ごとに更新する方式へと変更された。こうした状況に対し、多くの世論は中巴の家族経営体制に問題の根源があると指摘し、顔成坤とその子女による保守的で変化を拒む経営姿勢が時代の潮流に適応できていないと批判した。ある運輸署の関係者は中巴は古臭い家族商売で、将来が見えないと私的に批判し、立法局民選議員の劉千石も、中巴の北角本社が長年修繕されず、まるで1950年代に戻ったかのようだと指摘、顔および経営陣には現代的なバス運営の概念が欠けていると非難した。

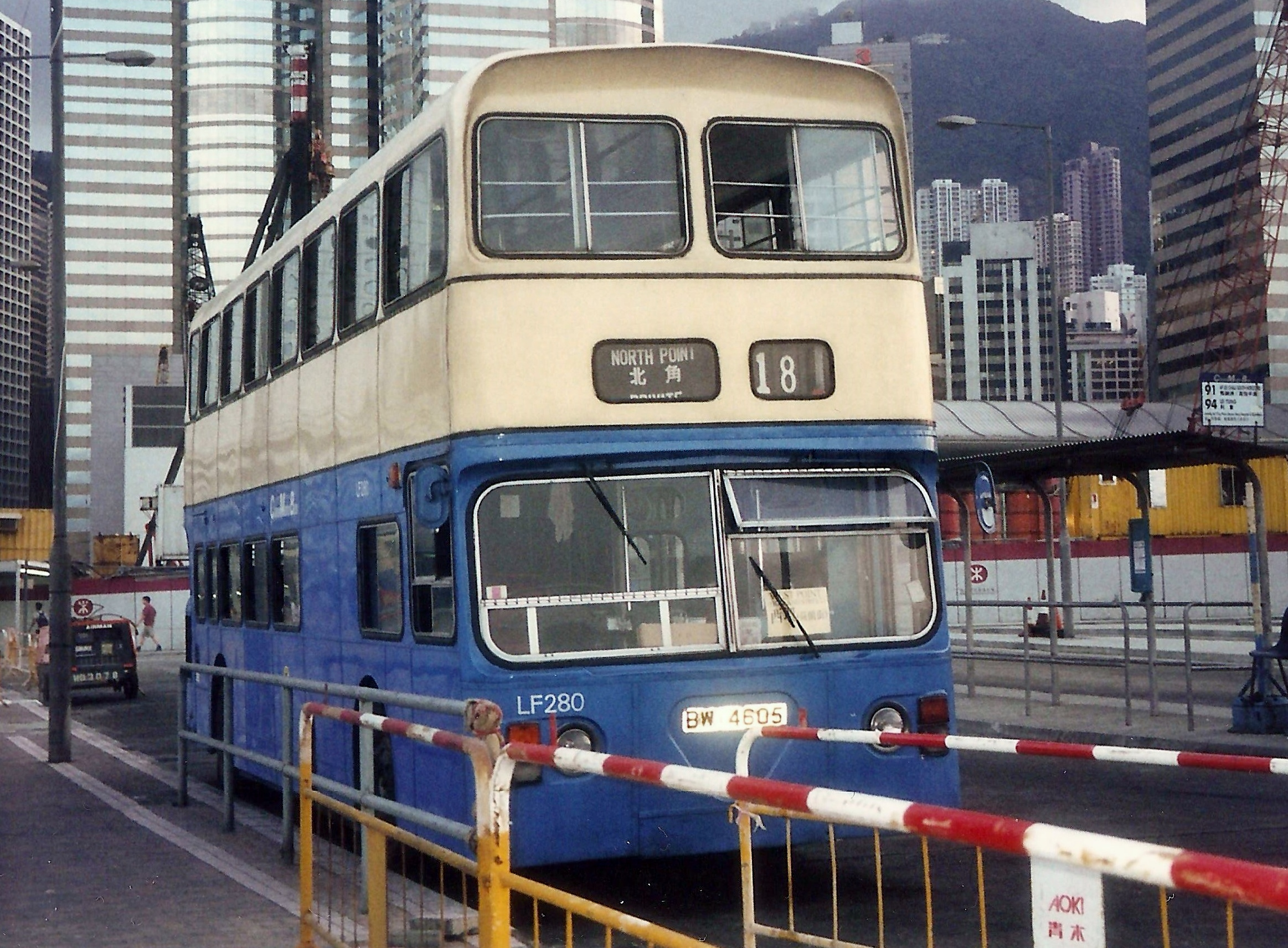
中巴の車体カラーは、1970年代後期にそれまでの赤色を基調としたデザインから青色を基調とするものへと変更された。写真は、中環埠頭に停車中のダイムラー製ジャンボバス（丹拿珍寶巴士）で、1998年に中巴が専営権を喪失する直前に撮影されたもの

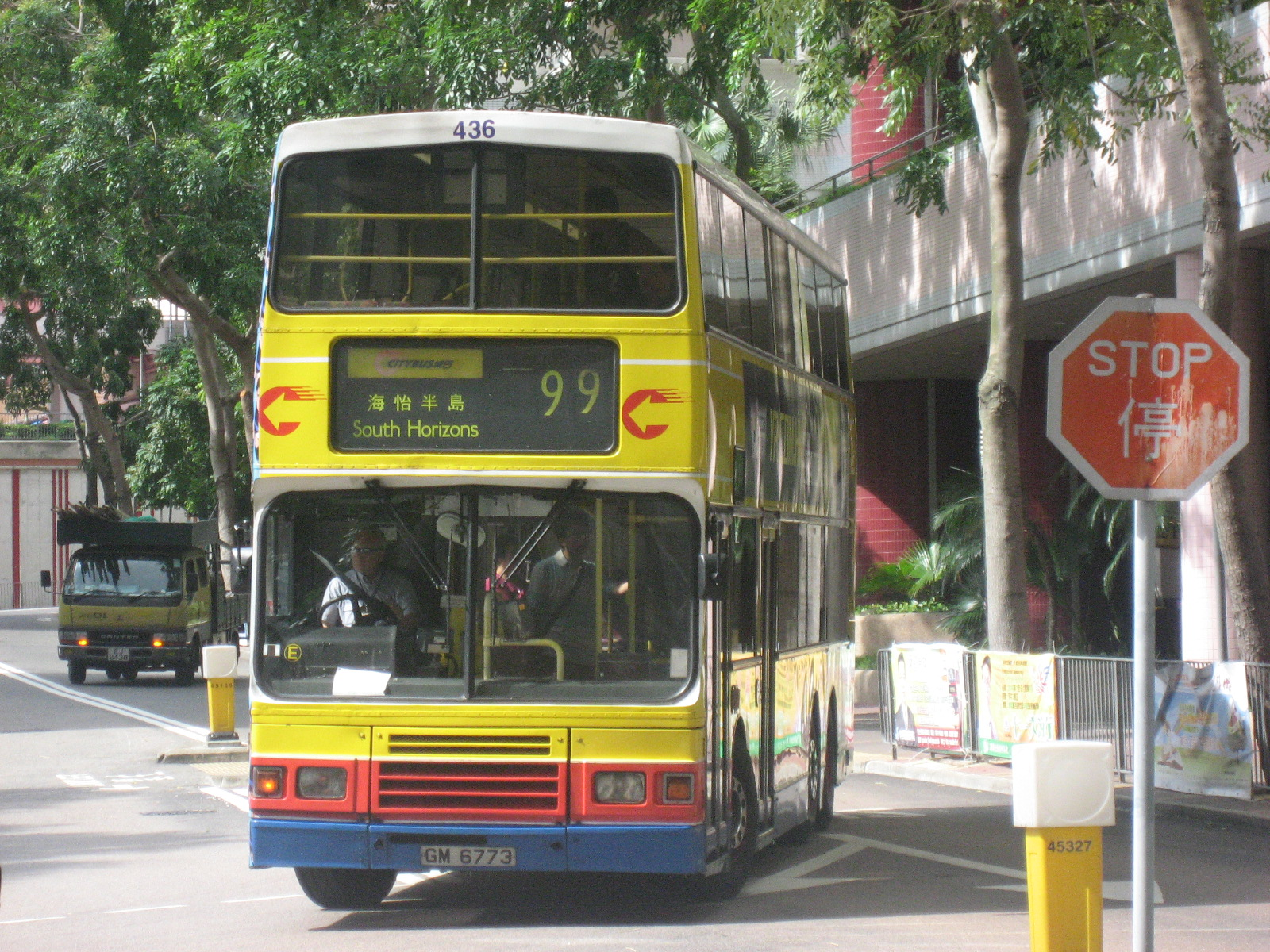
城巴は1993年に中巴から26本のバス路線を、さらに2年後の1995年には追加で14本の路線を引き継いだ

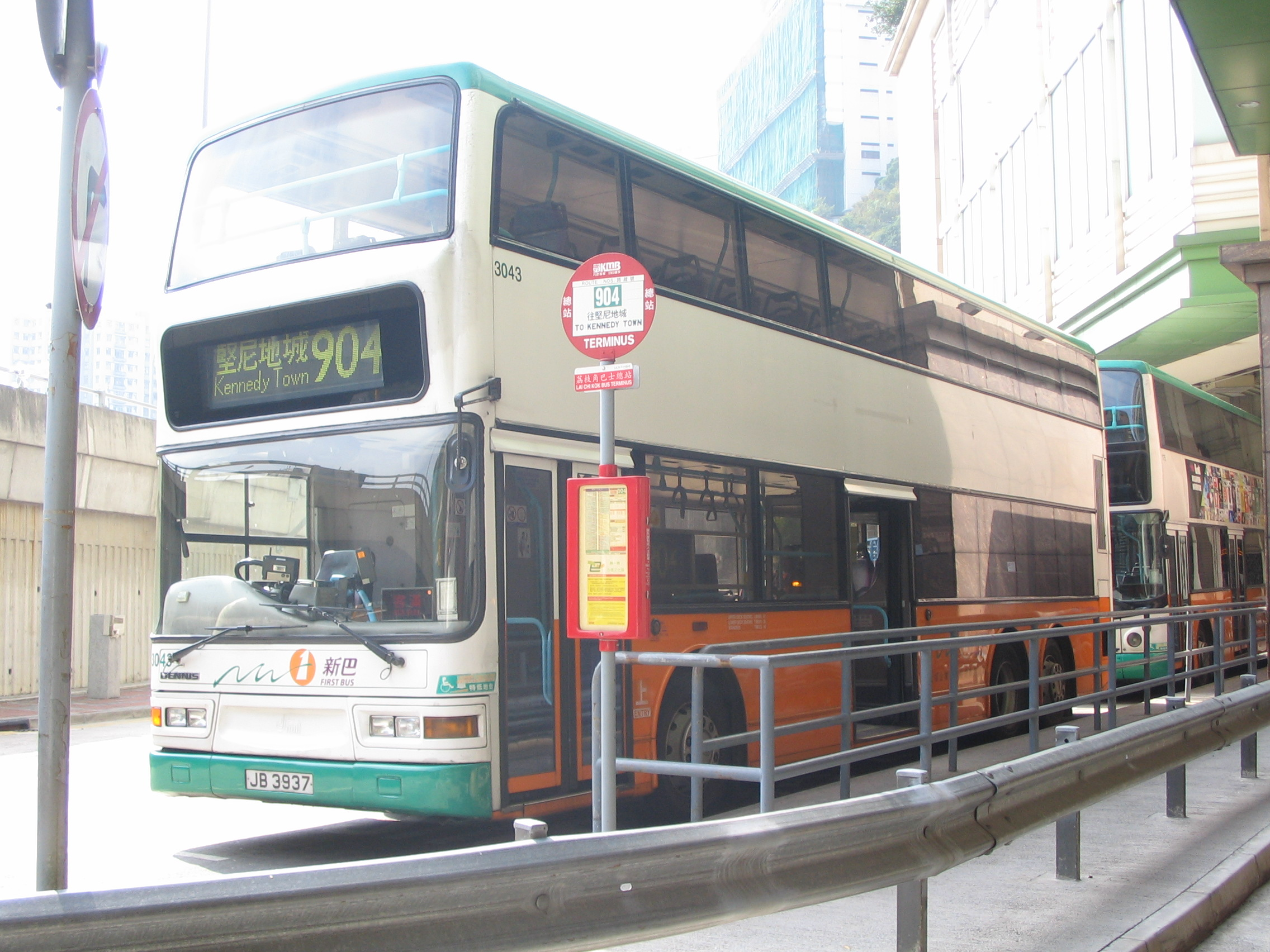
新巴は1998年に専営権を取得し、これにより中巴の特許バス事業は正式に終了した

顔は1990年代に入ってすでに90歳の高齢に達していたものの、思考は明晰で、中巴の実権を依然として握り続けており、毎日自ら本社に出社して業務を取り仕切り、時には11時間も働くこともあった。しかし、中巴のガバナンス問題が深刻化するにつれ、世論はその人物像を「控えめだが頑固で細かい」と批判するようになった。1950～60年代には政庁から重用されていた彼も、この頃にはほとんどの公職を退いており、政庁との関係も往時ほど密接ではなくなっていた。運輸署の職員との面会を拒否したという噂まであり、「自分の幻想の中で生きているようだ」と形容されることもあった。また、彼の娘である顔潔齢が中巴の執行董事に任命されたが、彼女は労働者側や政庁との関係が良くないと見なされていた。潔齢には深夜に運輸署職員と面会するのを好み、前日のケーキでもてなしたという噂や、労使交渉の場で定規でコップを叩き労働者代表を威嚇したという話もあった。また、政庁が彼女の辞任を非公式に求めたが、拒否されたという噂もあった。こうした経営陣にまつわる数々の不穏な噂は、企業ガバナンスの問題が政庁が中巴の専営権を打ち切るに至る伏線となったことを示している。
中巴が専営権を取り消された背景には、ある程度同社内部の労使紛争も関係していた。長年にわたり、中巴の労働側は給与や福利厚生が不十分であると批判しており、年末賞与は毎年わずか月給の半月分に相当する額しか支給されず、勤続20年のバス運転手でも新入社員より月給がわずか1,000ドル高いだけだった。また、30年勤務して退職する従業員も、受け取れる退職金はたった2万ドルであり、従業員用に設けられた休憩所には水道も電気も供給されていなかった。顔成坤は中巴の給与や福利厚生にかかる支出を非常に気にしており、毎年必ず自ら労働側との非公開会議を主宰し、給与調整について時には2毛（0.2ドル）ほどの増額をめぐって議論することもあった。従業員の不満が長年蓄積された結果、1989年11月には中巴の運転手たちが連続2日間「代休」の名目で集団ストライキを行い、退職金への方針に抗議した。このストで香港島の交通は麻痺状態となった。顔はその後12月に労働側と新たな退職金協定を締結し、従業員が受け取る退職金は従来より数倍に増えたが、この一件は中巴の長年にわたるガバナンスの問題を露呈させる結果となり、政庁は中巴に対し社内統治の見直しを命じるに至った。
1990年、顔成坤の委託により会計事務所のKPMGが中巴のガバナンスに関する内部検討を完了したが、その報告書では一部職級の人員増加と社内職級の適切な昇格のみが提案されるにとどまった。しかしながら、立法局の交通事務小組は中巴に対してさらなる改革の推進が必要であると判断し、総経理やその他中間管理職の新設を提言し、長期的には取締役会と経営陣を分離し、家族経営の色彩を弱めるよう求めた。しかし、顔はこれに対してKPMGの報告書にはそのような提案は含まれていないと反論し、現在の経営陣は中巴の通常運営に十分な経験を有しているとして、立法局の提言をすべて退けた。当時、社会ではすでに主に非専属の住宅地向けバス（中国語: 非專利居民巴士）を展開していた城巴有限公司（略称: 城巴）に専営権を与え、香港島の一部路線を運営させることで良性競争を導入すべきだという声が上がり始めていたが、顔は、1933年に自らが専営権を取得した際には新たな競合が参入するとは思わなかったと主張し、この提案を中巴の権益を侵害するものとして強く反対した。しかし、政庁は中巴の非協力的な姿勢とサービス水準の改善が見られないことを受け、1992年には1993年8月に満了する中巴の専営権を継続するか否か、公衆諮問の形式で検討することにした。その後、政府は専営権を2年間延長することを承認したものの、中巴が運行していたバス路線のうち26路線を城巴に引き継がせた。この26路線の中には、最も収益性の高い南区の16路線も含まれており、この措置により中巴の年間乗客数は、1992/93年度の約2億5,000万人から1993/94年度には約2億人へと、5,000万人もの急減となった。
この頃、健康状態が悪化した顔成坤は徐々に表舞台から退き、日常の業務運営は顔潔齢（執行董事）、顔傑強（副監理）、顔亨利（董事）の三兄妹が担うようになっていた。しかし、顔家の三兄妹は父親の始めた特許バス事業に熱意を持って取り組んでいないと批判され、中巴のサービス水準も改善されなかった。その結果、香港政庁は1995年9月に中巴の専営権を3年間延長したものの、さらに14路線を城巴に移管させ、中巴の総乗客数はさらに5%減少、1996〜1997年度には約1億7,750万人まで落ち込んだ。一方、KPMG報告書の提言が実施されたにもかかわらず、中巴の労使関係は改善されず、顔成坤の退陣以降はさらに混乱が続いた。たとえば、1993年8月に26路線が削減された際には、直ちに170人の人員削減が発表され、補償に不満を抱いた従業員らがストライキを計画したが、労工処の調停により漸く事態は収拾した。1996年10月には、賃上げ幅に対する不満から2日間のストライキが計画され、最終的に資方が妥協して解決、1997年11月には、突然45名の解雇が行われ、労働側が大規模なストライキを警告する事態となり、政府の仲裁で労使交渉が行われて危機を回避した。
1990年代中葉に入ると、中巴のサービスは依然として改善が見られず、加えて労使関係も悪化の一途をたどり、ついに専営権の存続に赤信号が灯ることとなった。1997年4月、中巴は法律により定められた期限までに専営権の更新申請を提出しなかったため、香港政庁は初めて中巴の専営権打ち切りを検討し、すべての路線を公開入札にかける方針を示した。その後、中巴は遅れて申請を提出したものの、当時は香港の主権移譲が目前に迫っていたことから、メディアでは顔一族はすでに中巴の運営に関心がなく、1997年6月30日をもって英国統治と共にバス運行も終了させるつもりであるとの噂も流れた。結果として香港特別行政区成立後も中巴は運行を継続したが、特区政府は中巴の専営権更新について明言を避けた。1998年1月6日、運輸署は「原則として専営権の延長に同意しており、路線を公開入札にかける予定もない」と表明したが、同月19日には運輸局が「行政会議に対し、条件付きで専営権を延長するよう提案している。最大23路線が削減される可能性もある」と発言を修正した。そして1998年2月17日、運輸局は突如として行政会議が中巴の専営権を延長しないことを決定したと発表し、直ちに中巴が担当していた88路線を公開入札にかけ、13路線を九巴および城巴に移管、さらに残る11路線については利用者数が極端に少ないことを理由に、専営権満了と共に廃止する方針を示した。
その後の公開入札において、中巴はイギリスのステージコーチと提携して入札に参加し、専営権の再獲得を試みたが、最終的に専営権は新世界発展有限公司とイギリスのファーストグループの連合によって獲得され、両者が共同出資して成立した新世界第一巴士服務有限公司（略称: 新巴）は、1998年9月1日午前0時をもって中巴の専営権満了に伴い、中巴の特許バス業務を正式に引き継いだ。これをもって中巴の特許バス事業は65年にわたる歴史の幕を閉じた。実のところ、顔一族はすでに専営権喪失以前から、その関心を香港およびイギリスの不動産開発事業に移しており、中巴がかつて所有していた車庫や社員寮の土地の多くは再開発され、住宅団地や商業ビルとして売却された。1997年度において中巴の純利益は8億3,300万香港ドル、市場価値は31億香港ドルに達していたが、収益の大部分は不動産開発プロジェクトから得られたものであり、バス事業の純資産は全体のわずか7.4%、その利益も総収益の25.8%にとどまっていた。これにより、専用バス事業がすでに顔一族にとって重視されていなかったことが窺える。

### 公職

#### 戦前

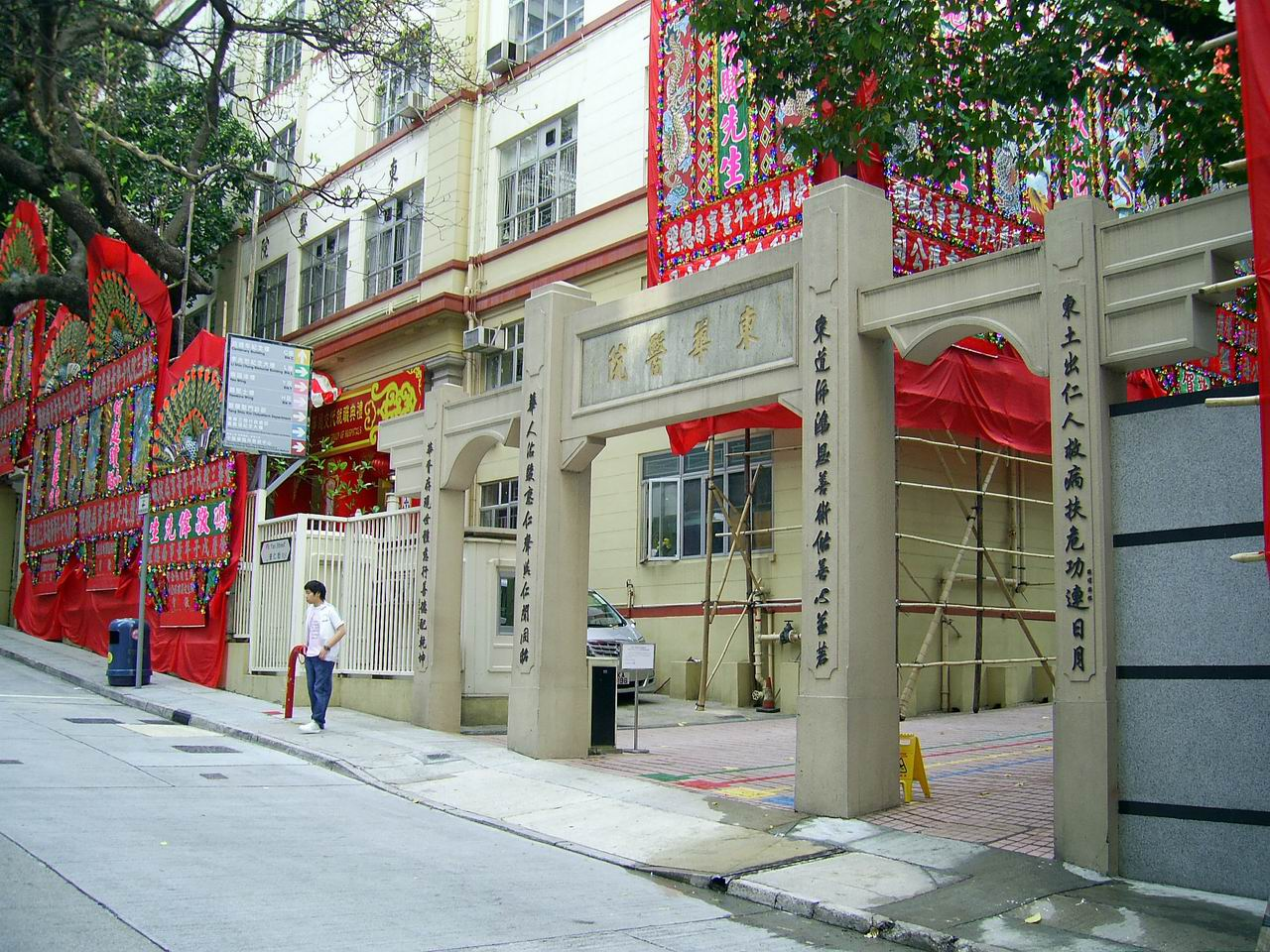
顔成坤は1931年に東華三院の初代主席に選出された

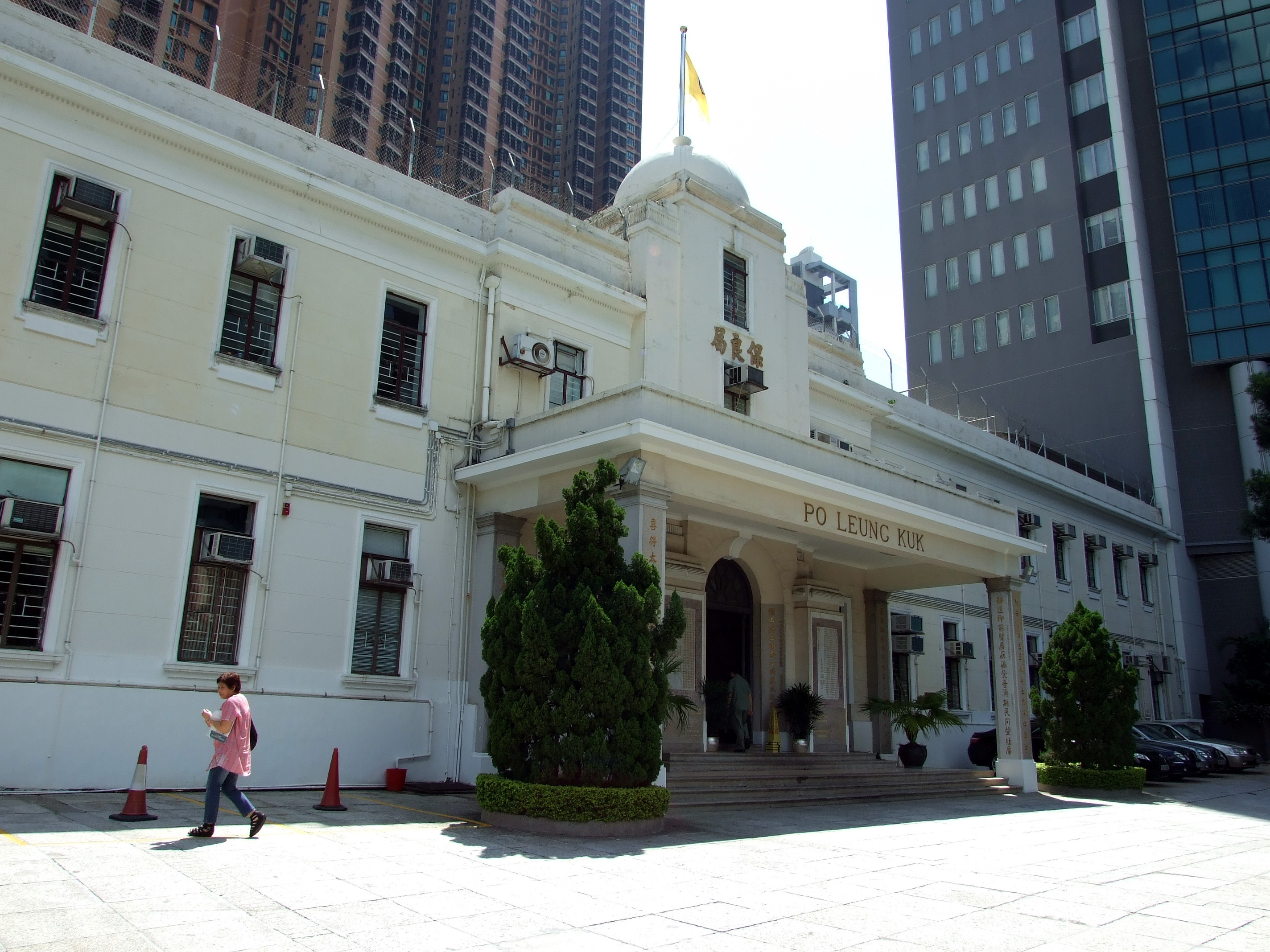
顔成坤は1939/40年度に保良局主席も務めた

顔成坤は中巴創業以後、社会公益事業にも参与を始めた。元々は九龍に住んでいた顔は、早くも1926/27年度には街坊から広華医院丙寅年総理に選出され、1927/28年度も再度該院丁卯年主席に選出、任期内には産室の増設を推進した。1927/28年度には東華東院籌建委員会委員となり、その尽力により東華東院は1929年に竣工・開業した。1931年、東華医院、広華医院、東華東院は合併して東華三院となり、顔は13票対12票で対抗候補の陳廉伯を破り、東華三院辛未年主席に選出、三院の初代主席となった。任期内に、女子義学の開校のほか、広華医院の結核病棟と手術室の増設、失業華僑の帰国支援といった業務に従事した。三院が提供した社会サービスは、更に17,000香港ドル超の黒字を記録した。また、当時中国大陸では華北および粤北において前後して洪水が発生しており、三院ではこれを受け、顔の主導で災害救援用途に計44万香港ドルを募金した。1932年東華三院主席を退任後、顔は羅文錦（後にナイト爵）、陳廉伯とともに1933年に香港政庁から三院特別総理に任じられ、業務の見直しと整理を担当した。顔は三院と深い縁があり、数年後の1950年には東華三院の永遠顧問に任命された。
東華三院以外にも、顔は保良局の活動にも熱心に取り組み、1939年から1940年には保良局の己卯年主席を務めた。任期中はちょうど第二次世界大戦の時期にあたり、中国大陸から戦禍を逃れて香港に南下する難民が急増した。また、香港政府が法改正を行い、「妹仔」や「婢女」の登録制度を実施したため、保良局が受け入れる女性や子どもの数は過去最高を記録した。当時、同局の月平均受け入れ人数は250人に上り、最も多い月には270人を超えた。一方で、戦争の影響により物価が高騰していたが、顔は政府の特別補助金に頼るとともに、各界に募金を呼びかけて局のサービスを維持した。保良局主席としての貢献を称え、戦後の1951年に顔は保良局の永遠総理に任命され、さらに1975年には保良局の顧問局顧問にも委任された。
戦前におけるその他の公職には、1932/33年度の団防局紳、1932年から1941年にかけての四環更練委員会委員、さらに1937年から1941年にかけての香港政庁牌照局委員などがある。また、1937年には国民政府からの要請により、救国公債香港分会常務委員にも任命されている。プロテスタント（中華基督教会合一堂）であった顔は、早くも1932年には香港中華基督教青年会の創立に携わり、創会会董（創立理事）に名を連ねたほか、戦前には副主席も務めた。そのほか、中華基督教会全国総会広東協会第六区会主席、香港聖ヨハネ救傷隊副賛助人、華人後備警隊財政委員、キリスト教系新聞『大光報』取締役（富豪の王国璇が1974年に亡くなった後は、最後の存命前任董事となった）、そして1940/41年の中華基督教会合一堂主席などを歴任した。こうした社会活動の功績が評価され、1932年4月27日には香港政庁より非官守太平紳士に任命された。

#### 戦後
第二次世界大戦後、顔成坤は1940年代から60年代にかけて香港政庁に重用された。1946年5月には戦後初の市政局非官守議員の一人として任命され、1951年2月には辞任した羅文恵の後任として市政局の首席非官守議員に就任した。市政局在任中は、露天商や街市の管理、夜香（汲み取り式トイレの糞尿収集）などの市政や生活に関わる問題に特に関心を寄せ、公共浴室の増設や公衆便所の改善といった市民生活向上のための提言を行った。市政局には約7年間在任し、1953年4月に公務多忙を理由に辞任している。市政局のほかにも、1951年7月には時の香港総督アレキサンダー・グランサムから立法局非官守議員に任命され、「華人代表」とも呼ばれた。立法局では、主に社会福祉や民生問題に取り組み、政府に対して低価格住宅の建設や初等・中等教育の拡充を幾度も提案した。教育に対して強い関心を持っていた顏成坤は、「教育への投資は最も高いリターンをもたらす」との信念を持っており、戦前から英華書院、英華女学校、民生書院、汕頭港商義学学の校董（理事）や広州済時中学の名誉校董などを務めていた。戦後も1951年から1953年にかけて香港仔工業学校の校董を務めたほか、香港培英中学、香港真光中学、九龍合一堂学校、樹仁書院などでも校董を歴任した。さらに1951年と1952年にはそれぞれ香港大学の校董、教育委員会委員に任命され、1959年には新たに設立された青年教師会の名誉会長にも就任した。また、1963年に創設された香港中文大学では、聯合書院と崇基学院の校董を歴任した。
住宅や教育といった民生問題に加え、顔は立法局において経済問題にも強い関心を示し、国際連合アジア太平洋経済社会委員会の地域経済会議に香港代表としてたびたび参加した。1952年には同じく立法局非官守議員の羅文恵と共にビルマのヤンゴンで開催された第8回総会に出席し、1955年には日本の東京で開かれた第7回工業商業委員会会議に参加した。さらに1956年には香港の首席代表として、立法局非官守議員のC.E.M.テリー（C. E. M. Terry）らと共にインドのバンガロールで行われた第8回工業商業委員会会議に出席し、1959年には副財政司で書記役のジョン・クーパースウェイト（後にナイト爵）と共にタイのバンコクで開催された第2回貿易委員会会議に出席した。1959年7月、退任した周錫年の後任として立法局首席非官守議員に就任した。「潮州幇」の代表格として、同じく立法局内にいた他の華人議員と肩を並べる存在となっていた。また同年5月には、ロバート・ブラック総督から行政局非官守議員にも任命され、一時は行政・立法両局を兼任することとなった。これらの公職は1961年5月と6月にそれぞれ退任している。

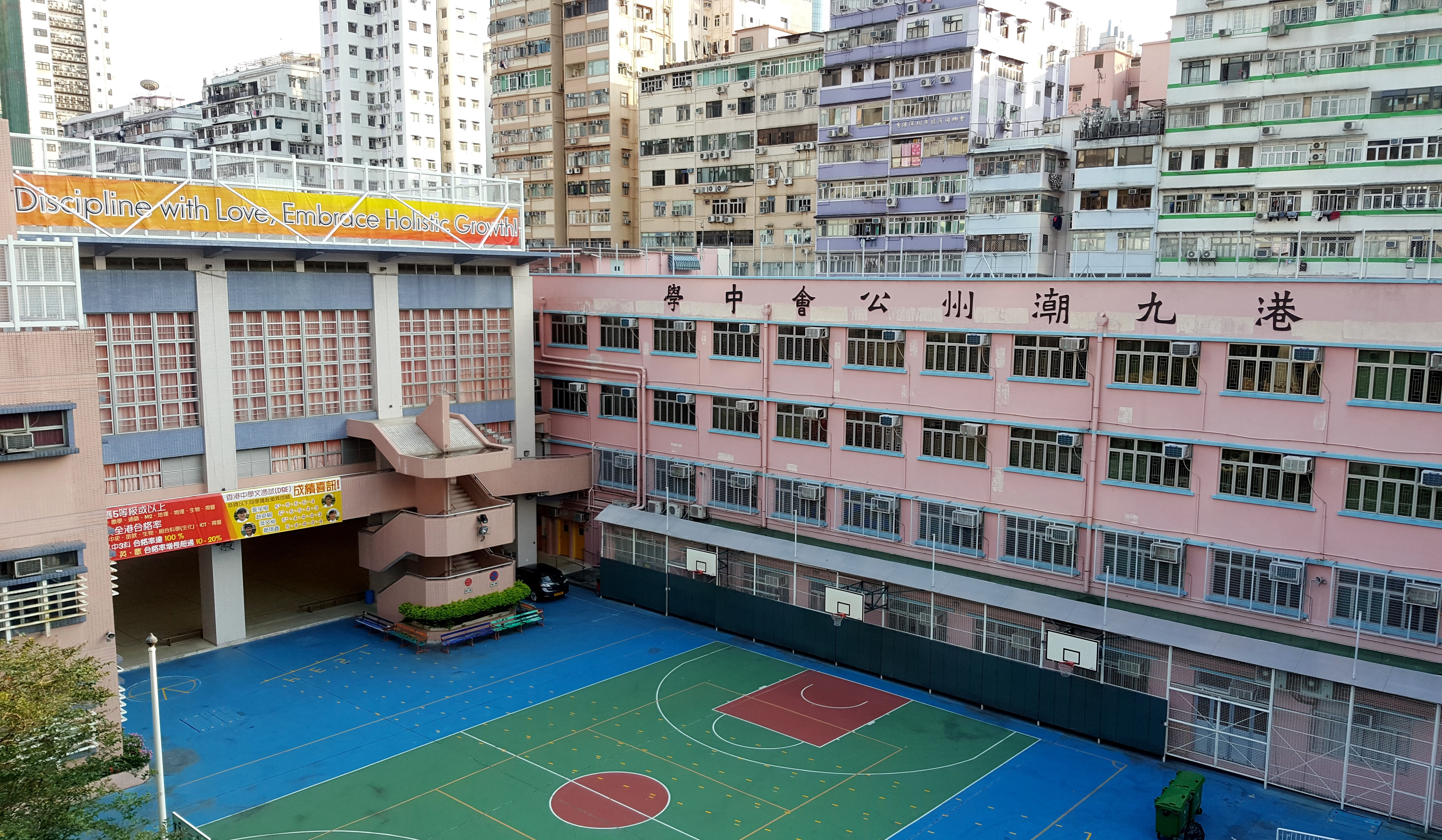
顔成坤の主導により設立準備が進められた港九潮州公会中学（九龍の旺角・洗衣街に位置）

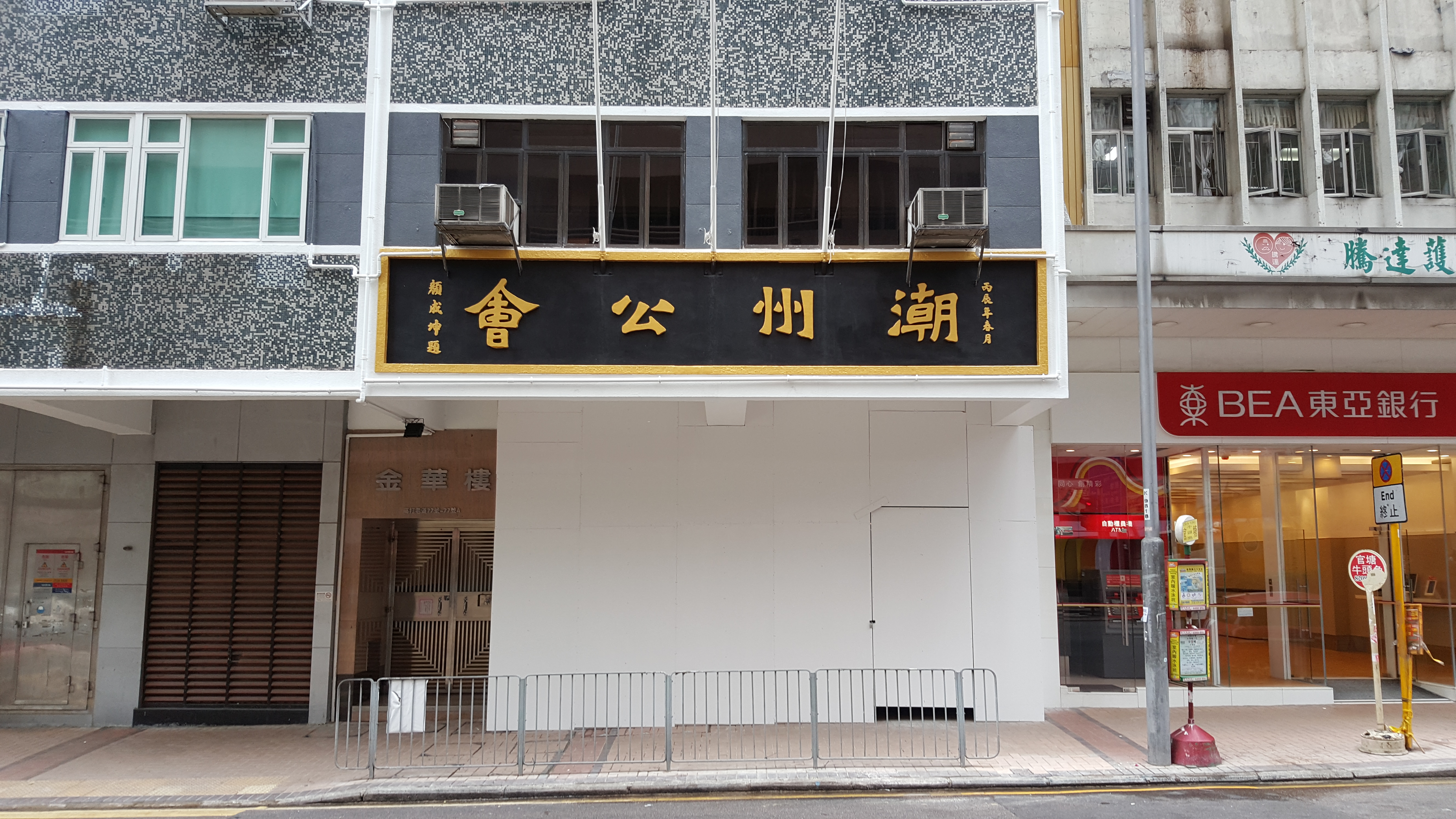
九龍の何文田、窩打老道に位置する香港九龍潮州公会。看板題字は1976年に顔成坤によって揮毫されたもの

市政局および行政・立法両局に在任中、顔は香港の慈善公益活動を積極的に推進した。1948年には香港防癆会の創立に参加し、董事を務めたほか、1951年には国際痲瘋救済会香港分会の設立に関与し、委員や総幹事などを歴任した。1956年から1958年にかけては大埔ネザーソール病院の主席を務め、1956年から1959年までイギリス赤十字社香港分会の会長、その後も顧問委員会委員を歴任し、1990年から1997年までは副賛助人に任命された。また、1950年代から1960年代にかけて、香港保護児童会副会長（戦前にはすでに執行委員会委員であった）、香港遊楽場協会副会長、湾仔街坊福利会の理監事・副理事長、北角街坊福利会の名誉会長などの職も歴任した。さらに、1947年には香港東区ロータリークラブの副会長に就任したが、1953年に公務多忙を理由に退任し、1955年には名誉会員に任命された。中華基督教会合一堂の信徒としても、彼は教会の諸事業に長年にわたり積極的に協力しており、1957年に創設された九龍合一堂およびその附属学校、1984年に設立された北角合一堂も、いずれも彼の主導により建設が進められたものである。
顔は行政・立法両局以外でも、香港政庁から数多くの公職を委嘱されていた。1946年から1953年にかけては再び牌照局委員を務めたほか、1947年には政府公務員薪俸調査委員会の委員、1951年から1958年までは交通諮詢委員会委員、1953年にはエリザベス2世戴冠式典総務委員会の委員を歴任した。また、1951年から1961年にかけて華人遊楽場委員会の委員（のちに名誉会長）、1952年から1964年までは華人永遠墳場管理委員会委員、1959年から1961年まではコモンウェルス議会連合香港支部の副主席を歴任した。そのほか、政庁からの任命により、1946年からは華人廟宇委員会およびその傘下の華人慈善基金委員会の委員、1947年からは香港国殤紀念基金委員会委員、1955年からはブレウィン慈善信託基金委員会委員も務めた。さらに、華人諮議局委員、租務法庭委員、禁毒諮詢委員会委員なども歴任している。
香港における潮州系の領袖として、顔は早くも1933年に香港潮州商会に加入し、理事や名誉顧問などを歴任したのち、1962年より同会の永遠名誉会長を務めた。また、香港九龍潮州公会の名誉顧問も務め、1960年には永遠名誉会長に選出された。同公会は彼の主導のもと、1955年に旺角の洗衣街に港九潮州公学の建設を開始し、1957年の開校後には顔は校董会主席に推挙され、1960年には永遠校董会主席の称号を授与された。さらに、1961年には同校に中学部を増設するための籌款委員会主席に自ら就任し、十数万香港ドルを率先して寄付したことにより、同年には港九潮州公会中学が設立された。このほかにも、潮州系の様々な団体で職務を担い、1959年に新設された潮僑食品業商会からは永遠会名誉顧問として招聘されたほか、香港零售米商聯合総会の永遠名誉会長、香港潮陽同郷会の顧問および永遠名誉会長、潮州八邑商会の会董などを歴任した。
顔は、長年にわたって社会福祉や慈善事業、公職への貢献など多方面における功績が評価され、イギリス王室からたびたび叙勲を受けた。彼は1955年と1961年にそれぞれOBE勲章およびCBE勲章を授与されたほか、1953年と1977年にはエリザベス2世の戴冠記念メダルおよび銀婚記念メダルを受章した。しかし、1961年に行政局および立法局から退任して以降は公の場への露出が次第に減り、公職の数も徐々に減少するなど、それ以前と比べて控えめな姿勢に転じた。

### スポーツ
顔成坤は幼少期からサッカーを愛し、琳瑯幻境社と孔聖会という2つのチームが1916年に再編されて南華遊楽会（通称南華会、1920年に南華体育会に改称）となった際、まだ学業中だった顔は南華の甲組Bチームに所属し、自ら「怪脚（奇妙な蹴り方）を頻繁に繰り出した」と語るほど1年間にわたって熱心にプレーした。その後、進学や仕事の関係でチームを離れるが、サッカーへの情熱は変わらず、1923年に中巴を創業すると、1926年には中巴社員による中巴足球隊を設立した。このチームは1959年から1960年にかけて香港甲組サッカーリーグ（香港甲組足球聯賽）にも出場している。一方で、1920年代中頃からバス事業の規模が拡大するとともに、顔はスポーツ分野にも積極的に関与し、1926/27年、1934/35年度には南華体育会副主席および副会長を務め、戦前には香港中華業余体育協会（通称：香港体協）の会長や学界運動聯合会会長なども歴任し、香港におけるスポーツ振興に尽力した。
1935年、顔成坤は初めて南華会主席に選出された。在任中、彼は香港体協会長としての立場で、1935年に中華民国で開催された第6回全国運動会（略称：全運会）の香港地区代表団の総団長を務め、あわせて大会顧問にも任命された。この全運会は上海で開催され、最終的に香港代表団は総合成績で第3位を獲得した。中でも、同じく南華出身の「球王」李恵堂がキャプテンを務めた香港代表は、見事にサッカー競技で優勝し、栄光を携えて帰港した。
香港代表の全運会での際立った活躍を受けて、1936年初頭、中華民国国民政府は、当時中国国民党中央政治委員会外交委員会主任を務めていた王正廷を香港に派遣し顔と面会させ、中華民国国家足球隊を組織し、同年ベルリンで開催予定の第11回オリンピックへの出場について協議した。こうした背景の下、顔成坤と李恵堂は、それぞれ中国代表の監督とキャプテンに任命され、マネージャーには南華会のメンバーである黄家駿が就任した。これが中国代表にとって史上初のオリンピックサッカー競技への出場となった。経費が限られていたため、中国代表は大会の2か月前に出発し、道中で東南アジア6か国を巡って試合を行い、資金を募る必要があった。その結果、27試合で24勝3引き分けという好成績を収めた。同年8月、ベルリン五輪の初戦で中国チームは強豪イギリスと対戦し、0対2で惜敗したものの、その健闘ぶりは世論から「敗れてなお栄光あり（雖敗猶榮）」と称賛された。

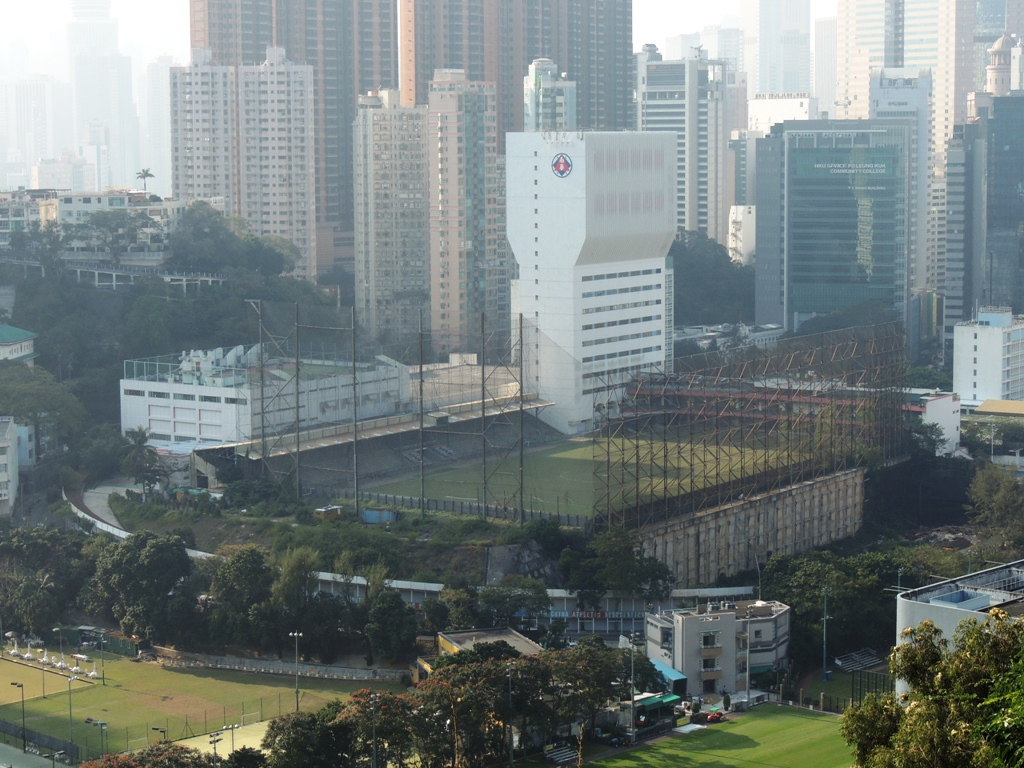
顔成坤は第二次世界大戦の前後を通じて、南華体育会の主席および会長を通算8期にわたり務めた

サッカー中華民国代表のベルリン・オリンピック出場準備の過程では、実は一件の政治的騒動も発生していた。1936年4月、主に香港や広東出身の中国代表選手たちは、日本郵船の貨客船「龍田丸」に乗って上海へ赴き、合宿と試合に臨む手はずとなっていたが、当時は日本が中国への侵略を積極的に進めていた時期であり、この情報が報道されると世論の反発を招き、調整と決定に関与した顔はこの件について責任を問われることとなった。結局、中国代表は龍田丸への乗船を取りやめ、多くの選手はドイツの客船「ポツダム号」に乗船するか、それぞれ別の手段で上海へ向かうことで事態は収束した。同年7月の南華会の年次改選において、ちょうど中国代表と合流する準備を進めていた顔は主席に再選されたが、龍田丸事件の責任を取って潔白を示すため、一時は辞任を表明した。しかし、周囲から再三にわたる慰留を受け、最終的には辞意を撤回した。
南華会主席在任中、顔は全運会とオリンピックに関わるだけでなく、南華会そのものの業務も重視した。1937年には南華会会長になると翌年もこれを務め、1939年には再び主席に選出され、翌年も再選されると1941年12月の香港陥落までこれを務めた。南華会の主席および会長として、顔は1935年には会の所在地を正式に華人行から加路連山へと移したほか、スポーツ活動の強化にも注力し、1941年には同会にサッカー委員会を新設、自らを含む9名が委員となり、サッカーチームの管理体制を強化した。また、南華会の財政改善のために、馬券（馬彩）販売を継続実施したほか、一連の経費削減措置も講じた結果、財政状況を赤字から黒字へと転換させることに成功した。
日本占領期、南華会の会務はやむを得ず中断されたが、1945年8月の香港解放後、1946年には顔が戦後初の南華会会長に再び選出され、1947年にも連任された。在任中、顔は会務の復興と南華会の資産および施設の回収に尽力し、会の損失を最小限に抑えつつ、戦後初期の困難な状況から業務を徐々に回復軌道へと乗せた。顔の主導のもと、南華会は運動場の拡張計画にも着手し、当該拡張工事は1953年に完成した。戦前から戦後にかけて南華会の主席および会長を通算8期務めた顔成坤は、会の発展に基礎を築いた人物として評価され、1948年に会長職を正式に退任した翌1949年にはその功績を讃えられ、名誉会長に任命された。
第二次世界大戦後、顔は徐々にスポーツ事業から身を引いていったが、戦後初期には1947年3月から12月まで香港体協の理事長を務め、さらに1949年から1950年にかけて五陵会の会長を務めた。その香港サッカー界への貢献を称えられ、1958年には周埈年爵士と共に中華体育会名誉会長に選出され、同年には香港華人足球員聯誼会の名誉会長にも選ばれた。また、1962年には傑志足球隊の顧問にも選出された。1956年7月、香港サッカー協会会長の郭賛が退任した際、後任として顔成坤の名前が有力視されたものの、選挙では郭の支持を受けた当時の香港ジョッキークラブ会長のドノヴァン・ベンソンが27票を得て当選し、顔は12票、もう一人の候補者である陳樹垣は9票にとどまった。もっとも、ベンソンは何らかの事情で就任を辞退し、最終的には雷瑞徳が会長職を引き継ぐこととなった。

### 晚年
晩年の顔成坤は、ほぼすべての公職およびビジネス関連の職務を辞任したが、唯一、中巴の董事局主席および監理の職だけは引き続き務め、また家族が経営する他の企業の職務にも就いていた。90歳を超えてからも彼は毎日中巴本社に出勤し、業務を指揮し続け、年に一度開かれる中巴の株主総会も自ら議長を務めていた。しかし、1992年に最後の株主総会を主宰したのを最後に、視力の問題や健康の悪化により、公の場に姿を現すことはなくなった。もっとも、初期の段階ではなおも会社に毎日何度も電話をかけて業務を気にかけていたが、その後さらに体調が悪化し、長期にわたって養和医院に入院していたとされる。彼は中巴の主席および監理の職に名目上は留まり続けたものの、実際には中巴の経営に携わることはできなくなっており、日常の運営は子供たちに任されていた。後に中巴が香港政府によって専営権を取り消されても、顔自身はもはや指示を出すことすらできない状態であった。
高齢のため、入院中の晩年には肺機能が低下し、その後には心臓および腎臓の機能も衰えたとされる。2001年4月14日午前4時、3年半にわたり入院していた顔は、養和医院にて逝去した。享年100歳。その死に際して、家族は同年4月27日に香港佑寧堂にて葬儀を執り行い、追悼に訪れた人々には、当時の政制事務局局長の孫明揚、運輸署署長のロバート・フットマン、香港中華総商会会長の陳有慶、豪商の李東海らが名を連ねた。遺体はその後、香港華人基督教聯会薄扶林道墳場に運ばれ、亡妻と合葬された。
顔成坤は1923年に中巴を創業して以来、2001年に逝去するまで、実に78年間にわたり中巴の発展とともに歩んできた。彼の死後、中巴の董事局主席および監理の職は、もともと執行董事を務めていた長女の潔齢が引き継いだ。この時点で中巴は、社名こそ変更されなかったものの、実質的にはすでにバス会社から純粋に地産開発を中核とする不動産会社へと転換していた。2002年には、中巴が禹銘投資による敵対的買収の標的となったが、顔家はこれを退け、会社の主導権を守り抜いた。なお、中巴は1998年に専営権を失った後、大半のバスを新巴に売却したが、北角と同社所有の物件「港運城」を結ぶ非専営のシャトルバス路線のみ、わずかにバス運行を続けていた。この最後の路線も2015年に運行を終了し、これをもって中巴は完全にバス事業から撤退した。

## 個人生活
キリスト教プロテスタントを信仰しており、1927年6月25日、黃亦梅（Wong Yick-mui, Rose／Mamie, 1903年－1989年）を妻に迎えた。黄亦梅は香港の名士黄炳純（約1848年－1936年）の五女であり、中華バスのもう一人の創業者である黄耀南（1894年－2002年）の実妹でもある。二人の結婚式は中華基督教会合一堂で執り行われ、同日に堅尼地道64号の邸宅で酒会が、夜には南唐酒家で盛大な披露宴が開かれ、多くの官僚や名士が出席した。結婚後、夫妻はマカオへ新婚旅行に出かけた。
夫と異なり、黄亦梅はカトリックを信仰しており、また嘉諾撒聖心書院の前身であるイタリア嬰堂の卒業生であった。彼女は中華バス創立初期から、夫の社交・接遇や文書業務を手助けしており、後には社会活動にも積極的に関わり、香港復康会の創立委員、港九潮州公学の校董、南華体育会女子部顧問などを歴任した。商業面でも活躍し、香港商業銀行の取締役を21年間務めた。晩年は病のため公の場から退き、1989年7月17日に養和医院で死去した。その後、7月24日に花園道聖若瑟堂にて追悼ミサが行われ、霊柩を送った人物には、元布政司のサー・ジャック・ケイターとサー・デイヴィッド・エイカーズ=ジョーンズ、元民政司のデニス・キャンベル・ブレイ、医学者の何鴻超、弁護士のレスリー・ライト（Leslie Wright、胡禮）、実業家の李東海、劉世仁、単家伝医師などが含まれた。遺体は香港華人基督教聯会薄扶林道墓地に埋葬された。
顔成坤と黄亦梅は、娘1人と息子2人をもうけた：
- 顔潔齢（中国語版）（1928年－[注 4]）：1950年に香港大学で文学士号を取得した後、香港およびイギリスの法律事務所で実務研修を積み、さらにロンドン大学で名誉文学士号を取得した[185][186]。1955年と1956年には、それぞれイギリスおよび香港で事務弁護士としての資格を取得し、香港で初めて事務弁護士資格を得た華人女性となった[186]。1968年より中華巴士の執行取締役に就任し、1971年には香港政府より非官守太平紳士に任命される。2001年、父・成坤の死去に伴い中巴の主席および監理に就任し、2019年に顔亨利が会長に就任するまでその職を務めたが、引き続き監理および執行董事として在任した[187][74][188]。2020年には監理および執行董事を退任し、董事局から正式に退くと同時に、新設の栄誉主席に任命された[189]。なお、中巴は以後監理を設置せず、総会計士の阮耀達が暫定CEOを務め、2022年に前任の総会計士である翁順來が正式なCEOに就任した。両者ともに顔成坤一族ではない[189][190]。1960年にはイギリス・ロンドンで当時オーストリア駐香港商務代表であった外交官のフリッツ・ヘルムライヒ（Fritz Helmreich，1930年－2022年[183][191]）と結婚、夫は1993年から中華バスの非執行董事を務め、2022年に死去するまでその職にあった[192][191]。また、潔齢は運転を好み、1950年に開催された香港初の自動車レースに出場し、女子部門で優勝している[186]。
- 顔傑強（中国語版）（1935年5月24日－2020年8月15日[123][193]）：若干年の早期に米国南カリフォルニア大学で工学士号を取得し、その後カリフォルニア大学ロサンゼルス校にて交通管理の修士号を取得した[123]。1961年より中巴の董事に就任し、1967年からは副監理を兼任、2020年に死去するまでその職にあった[74][194]。1983年には不正なリベートの受け取り容疑で廉政公署に起訴されたが、最終的に裁判所は無罪判決を下した[82]。1963年にはマレーシアの富豪である顏麗澤拿督の娘・顏質儀との婚約が報じられたが[195]、後に婚約は解消され、1967年に香港の実業家・蘇裕第の娘である蘇雪文と結婚した[196]。
- 顔亨利（中国語版）（1937年12月20日－[197]），または顔傑文[198]：1962年にロンドン大学にて内外全科医学士の学位を取得し[199]、その後は香港大学医学部の放射診断学系主任および教授を務めた[200]。1976年より中巴の董事に就任し、2019年には姉潔齢の後任として中巴の董事局主席に就任した[74][188]。私生活では、1969年にイギリス・ロンドンでジョセフィン・A・ベイカー（Josephine A. Baker）と結婚し[201]、一女・顔淑嫺をもうけている[202]。淑嫺はイギリスの腫瘍科医で、ロンドン大学およびバーツおよびロンドン医科歯科学校（英語版）を卒業し、2025年6月より中巴の董事に就任した[203]。彼女は2000年に、インド・パキスタン系イギリス人の整形外科・外傷外科医プラモード・アチャン（Pramod Achan）と結婚した[204]。二人は大学時代の同級生であり、一子をもうけている[204]。

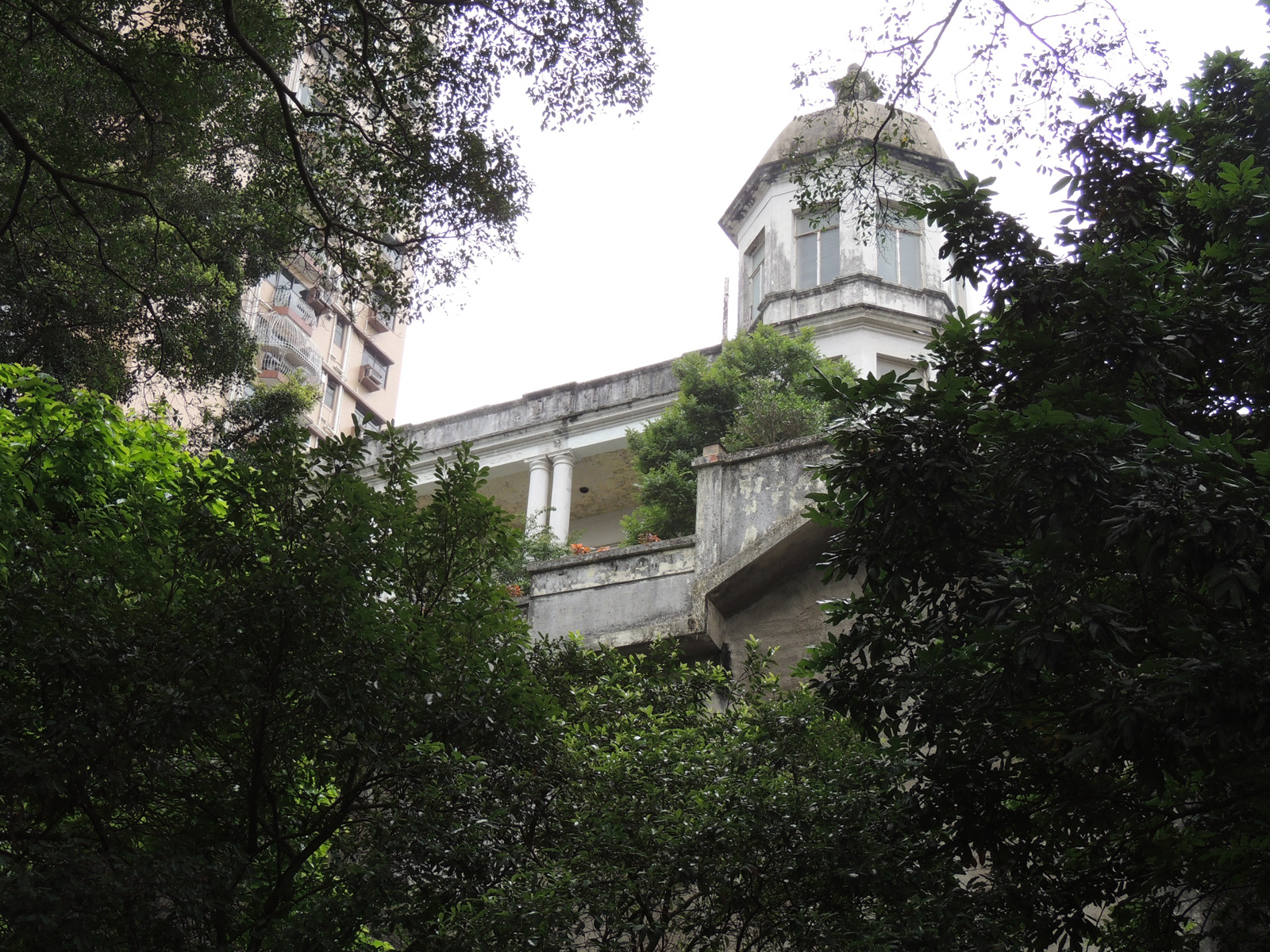
堅尼地道64号にある顔成坤大宅

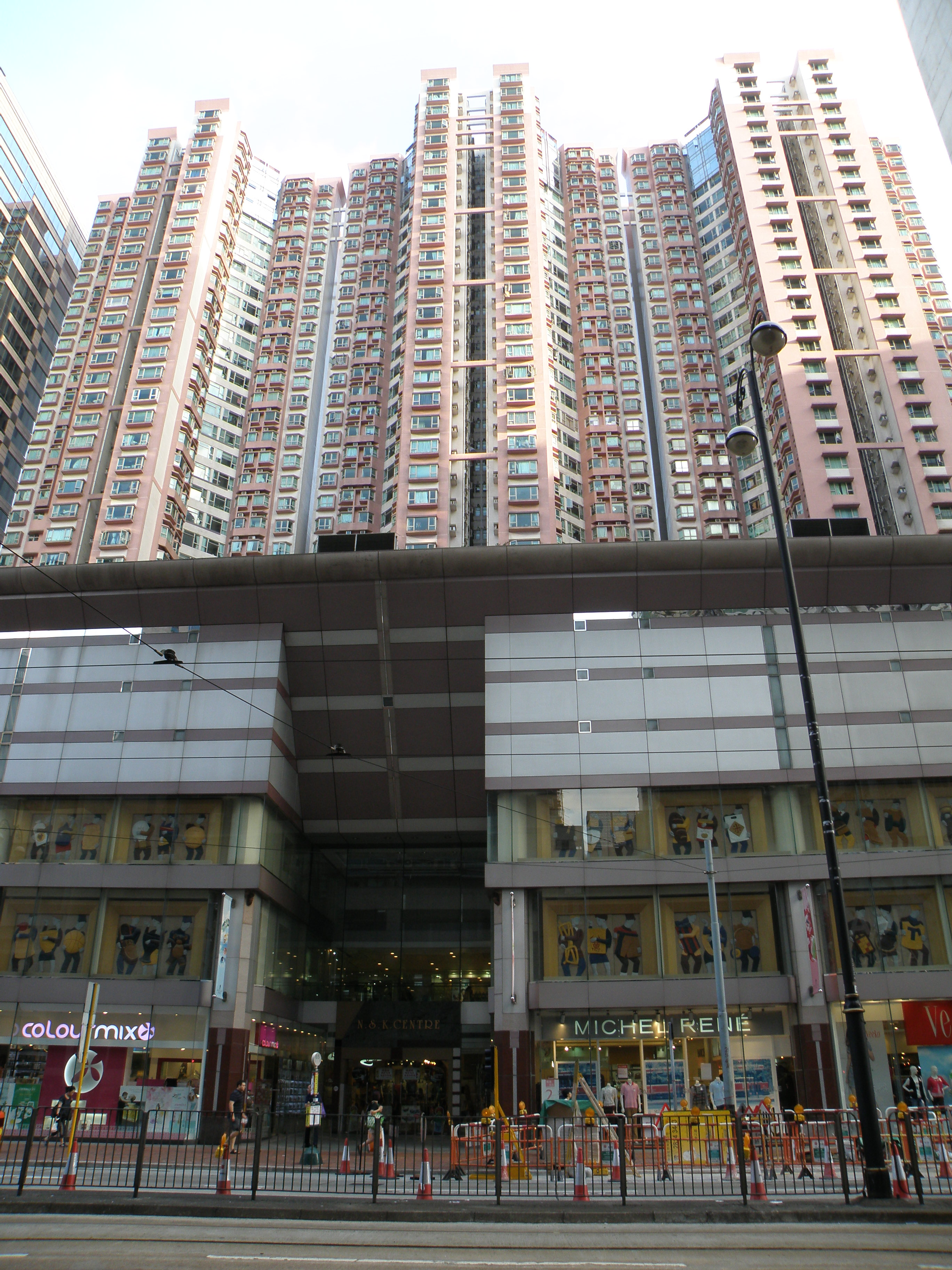
成坤廣場（前）と港運城（後）

顔は若い頃、九龍に居住していた。結婚後は妻・黄亦梅と共に、香港島湾仔の堅尼地道64号にある邸宅に移った。この土地は1924年に黄亦梅が購入したもので、敷地内にはイタリア・ルネサンス様式とアール・デコ様式を融合した3階建ての邸宅が建てられ、個人庭園も備えていた。2001年の顔成坤の逝去後、翌年に顔家の後継者が城市規劃委員会へ再開発を申請し、地上120メートル以下の住宅ビルへの建て替えが許可された。2004年には屋宇署が設計図を承認し、元の場所に延べ床面積約14万平方フィート、15階建て住宅ビル2棟を建設することが認められた。しかし、この再開発計画は文化財保存団体からの関心を呼び、工事は着手されないままの状態が続いている。長年空き家となっていた顏成坤の邸宅は、2010年に香港古物古蹟辦事処より三級歴史建築に指定された。
かつて香港の華人代表として名を馳せた顔成坤は、生前「12」番と「3333」番の自動車ナンバープレートを所有していた。しかしながら、彼の私生活は質素で平凡だったとされており、賭博を一切行わず、日曜日には教会に通い、毎日仕事に励みながら自らバス事業を視察し、夜にはバス車両から集めた小銭を数え、銀行で通帳記入をすることを日課としていたという。その倹約ぶりは広く知られ、莫大な資産を持ちながらも、アップルパイやケーキを買うことすら惜しみ、着ていたセーターが破れても買い替えずにそのまま使い続けたという逸話もある。

## 栄典

### 叙勲
- 以下に栄典の全称および略称を記す：^ 
  - 非官守太平紳士（J.P.） （1932年4月27日委任；5月6日刊憲[8]）
  - エリザベス2世戴冠記念メダル（英語版） （1953年6月[146]）
  - 英帝国オフィサー勲章（O.B.E.） （1955年6月女王公式誕生日[144]）
  - 英帝国コマンダー勲章（C.B.E.） （1961年元旦[145]）
  - エリザベス2世シルバージュビリーメダル（英語版） （1977年6月[147]）

### 命名
- 成坤広場（中国語版）（N. S. K. Centre）：香港島・北角に位置するショッピングモール。太古地産（中国語版）と中華汽車有限公司（中国語版）が共同で開発した民間住宅プロジェクト「港運城」に付随する商業施設であり、1996年に竣工・開業した[208]。

### 註釈
1. 1 2 3  顔成坤は生前、自身の生年や出生地といった個人情報についてほとんど明かしておらず、これは長らく謎とされてきた[2]。『サウスチャイナ・モーニング・ポスト』が1980年代に編纂した『Who’s Who in Hongkong』においても、本人に情報提供を求めたが、返答はなかった[2]。また、1990年代初頭に中巴の初代広報マネージャーを務めた関則輝（中国語版）でさえ、顔の基本的な個人情報を把握していなかった[2]。戦後の資料の多くは顔の生年を1903年[3]、または1905年としているが[4][5]、1900年とするものも存在する[6]。だが、戦前に発行された吳醒濂『香港華人名人史略』[7]や1932年5月9日の新聞報道といった戦前の資料では一貫して顔の生年を1900年としており[8]、また、1940〜50年代の米国政府による出入国記録も、顔を「1900年に香港で出生」と明記している[9][10]。さらに、1916年には南華足球隊の甲組B隊に参加していた記録や[11]、1920年には学業を終えて家業の人力車業を継いだ事実を加味すれば[7][12]、1900年生まれとする推定が最も妥当である。なお、顏の正確な誕生日については、『Hongkong Album』に「1905年12月18日」との記述があるが[5]、以上の根拠を踏まえ、本項目では「1900年12月18日」説を採用する。
2. ↑  中華汽車公司は、顔成坤と黄耀南が共同で創立したという説は、2014年に発表された『壹週刊』の特集報道に基づくものである。同記事では、顔の息子である顔傑強（中国語版）が自筆で記した書簡の一部が引用されており、その中の1ページに「先父顏成坤C.B.E.及舅父黃耀南創立中巴」と記されていた[25]。
3. ↑  伝えられるところによれば、香港政庁の運輸司であったハイダー・ハティム・ティエブジー・バルマ（中国語版）は1993年の就任後、当時の運輸署（中国語版）署長許仕仁（中国語版）とともに中巴本社を訪れ、顔に面会しようとしたが、1時間待たされた末に面会を拒否されたという[89]。しかし、別の資料によると、顔は1992年に最後の中巴株主総会を主宰して以降、公の場には姿を見せておらず[90]、このような説の信憑性には疑問が残る。
4. ↑  中華巴士の年次報告書は顔潔齢を1933年生まれと記載しているが[183]、1933年4月24日の報道によれば、彼女は当時開催された「中華児童健康比賽会」において3歳から5歳の児童の部で優勝している[184]。さらに、アメリカ政府の公式な出入国記録では、潔齢の生年を1928年としている[9]。そのため、本項目では1928年生まれとの説を採用した。

## 参考資料

### 英文資料
- Report of the Commission Appointed by His Excellency the Governor to Enquire into and Report on the Question of the Existing Difficulty of Procuring and Retaining Reliable Chair and Jinricksha Coolies for Private Chairs and Jinrickshas. Hong Kong: Legislative Council of Hong Kong, 1901.
- "Notice: To All To Whom It May Concern", Supplement to Hong Kong Government Gazette, 1 February 1918.
- "A Power of Attorney: Dispute in a Rickshaw Business", South China Morning Post, 16 September 1919, p.3.
- "A Power of Attorney: Account Ordered", South China Morning Post, 4 October 1919, p.3.
- "Poilice Notice: Hire of Public Vehicles", South China Morning Post, 21 June 1921, p.4.
- "Local & General", South China Morning Post, 3 September 1923, p.2.
- Hong Kong Daily Press, 3 September 1923, p.6.
- "Kowloon's Trams: Some Suggestions", South China Morning Post, 25 January 1924, p.9.
- "Notice: China Motor Bus Co.", South China Morning Post, 28 August 1924, p.4.
- "Local Wedding: Interesting Ceremony at Union Church", South China Morning Post, 27 June 1927, p.11.
- "Omnibus Services: Confirmation of Local Monopolies for Fifteen Years", South China Morning Post, 16 January 1933, p.18.
- "The Bus Contract", South China Morning Post, 18 January 1933, p.10.
- "New Bus Services", South China Morning Post, 8 June 1933, p.11.
- "Hongkong's Buses: Competition of Trams Affects Receipts", South China Morning Post, 3 December 1936, p.15.
- "Urban Council Meets: 17 Select Committees Appointed; First Meeting Since War", South China Morning Post & The Hongkong Telegraph, 29 May 1946, p.3.
- "List or Manifest of Alien Passengers for the United States Immigrant Inspector at Port of Arrival: S.S. General W. H. Gordonアーカイブ 2017年2月2日 - ウェイバックマシン". San Francisco, California: Immigration and Naturalization Service, U.S. Department of Labor, 21 August 1947.
- "Manifest of In-Bound Passengers (Aliens): S.S. President Clevelandアーカイブ 2017年2月2日 - ウェイバックマシン". San Francisco, California: Immigration and Naturalization Service, United States Department of Justice, 17 June 1950.
- Annual Departmental Report by the Chairman, Urban Council and Head of the Sanitary Department for the Financial Year 1950-51. Hong Kong: Government Printer, 1951.
- Lee, P. C., Hongkong Album. Hong Kong: P.C. Lee., 1966.
- Debrett's Peerage, Baronetage, Knightage, and Companionage. Kelly's Directories, 1969.
- Civil and Miscellaneous Lists, Hong Kong Government. Hong Kong: Government Printer, 1973.
- Pragnell, Mervyn O., and, Rogers, Ann Patricia, The International Year Book and Statesmen's Who's Who 1984. Burke's Peerage Limited, 1984.
- Pragnell, Mervyn O., and, Rogers, Ann Patricia, The International Year Book and Statesmen's Who's Who 1985. Burke's Peerage Limited, 1985.
- Liu Chong Hing Investment Limited Annual Report 1984. Hong Kong: Liu Chong Hing Investment Limited, 1985.
- Staff List, Hong Kong Government. Hong Kong: Government Printer, 1987.
- China Motor Bus Co. Ltd. Annual Report 1989. Hong Kong: China Motor Bus Co. Ltd., 1989.
- "Death", South China Morning Post, 20 July 1989, p.4.
- "Final respects for HK community leader", South China Morning Post, 25 July 1989, p.5.
- "The secretive world of Mr CMB", Sunday Morning Post, 23 February 1992, p.21.
- Pitt, Henry A., Carr-Locke, David L., and, Ferrucci, Joseph T., Hepatobiliary and pancreatic disease: the team approach to management. Little, Brown, 1995.
- Davis, Mike, Hong Kong Buses: China Motor Bus Company Limited. Croydon: DTS Publishing, 1998. ISBN 978-1-90051-510-8
- China Motor Bus Co. Ltd. Annual Report 2001アーカイブ 2017年3月5日 - ウェイバックマシン. Hong Kong: China Motor Bus Co. Ltd., 2001.
- Kuo, Huei-ying, "Transnational Business Networks and Sub-ethnic Nationalism: Chinese Business and Nationalist Activities in Interwar Hong Kong and Singapore, 1919-1941アーカイブ 2017年3月5日 - ウェイバックマシン". State University of New York; ProQuest Information and Learning Company, 2007.
- Holdsworth, May, and, Kwok, Eva, "Ngan, Shing-kwan", Dictionary of Hong Kong Biography. Hong Kong: Hong Kong University Press, 2012, pp.339-340. ISBN 978-988-8083-66-4
- China Motor Bus Co. Ltd. Annual Report 2015アーカイブ 2017年3月5日 - ウェイバックマシン. Hong Kong: China Motor Bus Co. Ltd., 2015.
- "Change of Chairman of the Companyアーカイブ 2020年9月12日 - ウェイバックマシン", Hong Kong: China Motor Bus Co. Ltd., 8 November 2019.
- "PASSING OF DR. NGAN KIT-KEUNG, ASSISTANT MANAGING DIRECTOR AND EXECUTIVE DIRECTOR", Hong Kong: China Motor Bus Co. Ltd., 19 August 2020.
- "Changes in the Board of Directors, Appointment of Chairman Emeritus and Appointment of Acting Chief Executive Officer", Hong Kong: China Motor Bus Co. Ltd., 27 November 2020.
- "APPOINTMENT OF CHIEF EXECUTIVE OFFICER AND CESSATION OF ACTING CHIEF EXECUTIVE OFFICER", Hong Kong: China Motor Bus Co. Ltd., 25 November 2021.
- "Historic Building Appraisal: No. 64 Kennedy Road, Wan Chai, Hong Kong". Hong Kong: Antiquities Advisory Board, retrieved on 21 May 2016.
- "Marriages Jun 1969: Baker, Josephine A. and Nganアーカイブ 2019年3月4日 - ウェイバックマシン", FreeBMD, retrieved on 21 May 2016.
- "Ngan, Horace Kit Keung 顏傑強アーカイブ 2015年5月22日 - ウェイバックマシン", Webb-site Who's Who, retrieved on 17 May 2020.

### 中文資料
- 〈中華汽車公司職員組織足球隊〉，《香港工商日報》第三張第壹頁，1926年12月2日。
- 〈顏成坤為太平局紳，憲報已正式佈告〉，《香港工商日報》第三張第二版，1932年5月9日。
- 〈顏成坤任團防局總理〉，《香港華字日報》第二張第三頁，1932年7月5日。
- 〈加路連山南華球場兒童健康比賽〉，《天光報》第三版，1933年4月24日。
- 〈東華廣華東院選特別總理整頓院務〉，《工商晚報》第四版，1933年12月20日。
- 〈中華汽車公司拓展路線及減價詳情〉，《香港工商日報》第三張第三版，1935年3月23日。
- 〈三十二年來南華會之總檢討（三）〉，《香港華字日報》第壹張第肆頁，1935年4月16日。
- 〈出席全運港總領隊顏成坤昨南回報告，香港足球隊獲冠軍〉，《香港工商日報》第三張第三版，1935年10月26日。
- 〈王正廷昨乘尾車赴廣州，昨午與顏成坤商世運事宜〉，《香港工商日報》第三張第一版，1936年2月23日。
- 〈我世運足球選手已接納本報忠告，據-{云}-現已決不乘日輪北上〉，《香港工商日報》第三張第一版，1936年4月22日。
- 〈我世運代表團昨過港赴德，健兒百餘人聲勢雄壯〉，《香港華字日報》第弍張第叁頁，1936年6月29日。
- 〈顏成坤辭南華體育會主席職〉，《香港工商日報》第三張第四版，1936年7月3日。
- 〈南華會主席顏成坤辭意打銷〉，《香港工商日報》第三張第四版，1936年7月9日。
- 〈殷商黃炳純昨逝世〉，《香港華字日報》第二張第肆頁，1936年9月24日。
- 吳醒濂著，《香港華人名人史略》。香港：五州書局，1937年。
- 〈救國公債將發由各大公司代銷〉，《香港工商日報》第三張第二版，1937年11月3日。
- 〈南華會昨開選舉大會〉，《香港華字日報》第弍張第肆頁，1939年4月27日。
- 〈保良局新總理顏成坤任主席〉，《大公報》第二張第六版，1939年4月29日。
- 〈南華體育會新職員產生〉，《大公報》第二張第七版，1940年5月2日。
- 〈本港保良局昨日選舉新董事〉，《大公報》第二張第六版，1940年5月24日。
- 〈南華會執委會議成立足球委會〉，《大公報》第二張第七版，1941年8月7日。
- 〈南華體育會昨選出新職員〉，《香港工商日報》第四頁，1946年6月27日。
- 〈體協會昨日推定顏成坤任理事長〉，《香港工商日報》第一張第四頁，1947年3月15日。
- 〈港僑體育呈現曙光，體協改組初步成功〉，《華僑日報》第貳張第二頁，1947年12月9日。
- 〈灣仔區街坊福利會昨晚選出理監事長〉，《華僑日報》第二張第二頁，1950年3月16日。
- 〈去年中華汽車公司獲百餘萬元〉，《華僑日報》第二張第一頁，1950年5月28日。
- 〈巴士突擊怠工後，資方毫無反响〉，《華僑日報》第二張第一頁，1950年5月31日。
- 〈顏成坤榮任三院永遠顧問〉，《華僑日報》第二張第二頁，1951年1月4日。
- 〈立法局昨例會三位議員就職〉，《香港工商日報》第五頁，1951年7月12日。
- 〈顏成坤女公子顏潔靈赴英深造〉，《香港工商日報》第六頁，1951年8月3日。
- 〈港派代表出席聯國亞洲遠東經濟會議，羅文惠顏成坤等下月赴仰光〉，《華僑日報》第二張第一頁，1951年12月18日。
- 〈國際痳瘋救濟會港分會今日售旗救濟瘋人〉，《華僑日報》第二張第二頁，1952年1月19日。
- 〈寧有大量無牌小販不願有大量失業之人，准許各社團及大商行為其會員自行建屋〉，《華僑日報》第二張第一頁，1952年5月28日。
- 〈顏成坤透露清糞制度將予改良，改夜為日兩桶輪用〉，《香港工商日報》第六頁，1952年5月30日。
- 〈顏成坤堅決請辭衛生局非官議員，競選人開始活動拉票〉，《工商晚報》第三頁，1953年4月22日。
- 〈三五零人獲女皇加冕紀念章〉，《華僑日報》第二張第一頁，1953年6月9日。
- 〈顏成坤批評施政，昐節省開支避免加稅〉，《香港工商日報》第七頁，1954年3月18日。
- 〈籌建九龍合一堂及校，顏成坤主持出發募捐〉，《華僑日報》第三張第一頁，1955年2月20日。
- 〈港九潮州公會第四屆理監昨日就職，顏成坤主持頒發證書〉，《華僑日報》第二張第二頁，1955年5月15日。
- 〈潮州公會籌建義學校舍，募建費八十萬元〉，《華僑日報》第二張第二頁，1955年5月29日。
- 〈榮獲CBE與OBE勳銜，羅文惠及顏成坤履歷〉，《工商晚報》第四頁，1955年6月9日。
- 〈立法局非官議員顏成坤獲勳銜，僑領紛函致賀〉，《香港工商日報》第五頁，1955年6月10日。
- 〈華人銀行明日開幕〉，《香港工商日報》第五頁，1955年8月1日。
- 〈顏成坤為名譽社員〉，《華僑日報》第三第二頁，1955年11月24日。
- 〈遠東經會議在印舉行，港代表將出發，顏成坤任首席代表〉，《華僑日報》第二第一頁，1956年1月13日。
- 〈那打素醫院入院人數去年創最高紀錄，昨舉行年會顏成坤當選主席〉，《香港工商日報》第五頁，1956年3月15日。
- 〈顏成坤議員建議，督憲府已有百多年歷史，應該重新建築追上時代〉，《華僑日報》第二第三頁，1956年3月22日。
- 〈中華汽車公司去年獲利二百餘萬元〉，《華僑日報》第二張第二頁，1956年4月8日。
- 〈下一屆足總會長擬推顏成坤繼任〉，《工商晚報》第四頁，1956年7月24日。
- 〈足總會長明日將熱烈競選，郭贊提賓臣秦寧提顏成坤〉，《工商晚報》第八頁，1956年7月29日。
- 〈對推翻上訴案原判，足總會長一番話〉，《工商晚報》第四頁，1956年7月31日。
- 〈賓臣當會長條件，要不准記者旁聽，結果因被執委否決只好辭職〉，《香港工商日報》第七頁，1956年8月25日。
- 〈顏成坤女公子顏潔齡學成返港，將在港執業律師〉，《華僑日報》第二張第二頁，1956年9月5日。
- 鄧志清著，《港澳聞人錄》。香港：美聯社，1957年。
- 〈中華汽車公司去年盈利二百四十餘萬〉，《華僑日報》第二張第二頁，1957年5月26日。
- 〈顏成坤座車遇事，顏夫人幸告平安〉，《華僑日報》第二張第二頁，1957年8月20日。
- 〈顏成坤議員建議須使低薪市民有廉價屋居住〉，《香港工商日報》第五頁，1958年3月27日。
- 〈北角二萬尺公地顏成坤投得，擬建修車廠〉，《華僑日報》第三張第四頁，1958年7月15日。
- 〈中華會足球部石振達昨當選〉，《華僑日報》第二張第四頁，1958年8月22日。
- 〈那打素醫院開週年大會對成績滿意〉，《華僑日報》第三張第一頁，1958年10月1日。
- 〈華人足球聯誼會二次執委昨會議〉，《華僑日報》第二張第四頁，1958年11月25日。
- 〈華人銀行獲准經營外匯業務〉，《華僑日報》第二張第一頁，1959年1月17日。
- 〈出席亞遠貿易會議，顏成坤郭伯偉昨晨聯袂赴泰〉，《香港工商日報》第五頁，1959年1月23日。
- 〈青年教師會成立在即，獲官紳名流多人贊助〉，《華僑日報》第三張第四頁，1959年5月15日。
- 〈潮僑食品業商成立商會，第一屆理事昨行就職禮〉，《華僑日報》第三張第一頁，1959年6月7日。
- 〈南華體育會公讌名譽會長顧問，英京樓頭冠蓋雲集〉，《華僑日報》第二張第四頁，1959年8月22日。
- 〈行政局立法局議員簡介：顏成坤〉，《華僑日報》第二張第一頁，1959年9月21日。
- 〈零售米商會所落成，舉行酒宴賓主同歡〉，《大公報》第一張第三版，1960年1月10日。
- 〈港九潮州公會開會員大會，聘顏成坤為永遠會長〉，《華僑日報》第一張第四頁，1960年2月10日。
- 〈退出甲組聯賽，中巴球員昨請命，顏成坤未有答覆〉，《華僑日報》第三張第四頁，1960年7月5日。
- 〈顏成坤女公子顏潔齡小姐在倫敦出閣，顏氏伉儷飛英主禮〉，《華僑日報》第三張第三頁，1960年8月23日。
- 〈元旦授勛名單公佈，顏成坤等十五人獲勛章〉，《香港工商日報》第五頁，1960年12月31日。
- 〈女王元誕授勳有功官民名單〉，《華僑日報》第二張第一頁，1960年12月31日。
- 〈南華體育會昨宵宴賀顏成坤榮獲英女皇勳銜〉，《華僑日報》第三張第四頁，1961年2月28日。
- 〈利銘澤、關祖堯、祈德尊任行政局非官議員，顏成坤、泰利、羅文惠三議員任滿〉，《香港工商日報》第五頁，1961年5月31日。
- 〈立法局議員顏成坤任滿〉，《華僑日報》第二張第三頁，1961年6月22日。
- 〈潮州公會增辦中學，成立委員會籌款建校〉，《大公報》第二張第五版，1961年9月4日。
- 〈馬來亞銀行今日開幕，總行各首腦昨紛抵港〉，《華僑日報》第三張第四頁，1962年2月19日。
- 〈顏成坤次公子傑文考倫敦大學畢業試，獲得內外科學士銜〉，《香港工商日報》第六頁，1962年5月26日。
- 〈傑志召開臨時特別會議，聘顏成坤霍寶生為顧問及副會長〉，《華僑日報》第四張第二頁，1962年8月8日。
- 〈創興銀行開股東會，顏成坤出任董事長〉，《大公報》第二張第五版，1962年8月16日。
- 〈顏成坤長公子傑強昨日舉行訂婚典禮〉，《華僑日報》第四張第一頁，1963年5月11日。
- 〈顏成坤次公子顏傑強之弟，顏傑文由英返港〉，《華僑日報》第四張第四頁，1964年1月14日。
- 〈港巴溢利三百餘萬，定購新車九十輛〉，《工商晚報》第五頁，1965年12月30日。
- 〈顏成坤喜作新翁，顏傑強蘇雪文前日舉行婚禮〉，《華僑日報》第二張第四頁，1967年7月2日。
- 〈顏成坤由英返港，將向工友解釋諒解渡過難關〉，《華僑日報》第二張第一頁，1967年10月5日。
- 〈中巴司機向資方遞交哀的美敦書〉，《工商晚報》第一頁，1967年10月8日。
- 〈中巴目前行車狀況達原日百分九十二〉，《香港工商日報》第四頁，1967年12月29日。
- 〈皇仁舊生會改選，張永賢蟬聯會長〉，《華僑日報》第五張第二頁，1971年4月30日。
- 〈實力雄厚地產股，廖創興企業上市〉，《華僑日報》第四張第一頁，1972年10月13日。
- 《1974年香港年鑑（第二十七回）》。香港：華僑日報有限公司，1974年。
- 〈黃耀南熾光昆仲令壽堂昨仙逝〉，《華僑日報》第二張第二頁，1974年2月4日。
- 陸慧生撰，〈輓大光報耆老王國璇先生〉，《華僑日報》第六張第三頁，1974年7月23日。
- 〈保良局總理宴賀，官紳顧問獲勳榮任〉，《華僑日報》第二張第二頁，1975年3月27日。
- 〈中巴主席顏成坤強調，公司雖有盈利加價勢在必行〉，《香港工商日報》第五頁，1975年12月19日。
- 〈英女皇登基銀禧紀念，百四十名本港市民榮獲頒授紀念獎章〉，《華僑日報》第三張第一頁，1977年6月9日。
- 〈本港及東南亞財團合資收購華人銀行〉，《大公報》第二張第五版，1980年3月14日。
- 〈港島地鐵通車以後，中巴業務將呈不景〉，《華僑日報》第二張第一頁，1980年12月31日。
- 〈中巴聲明展開反收購，指對方建議不合實際〉，《大公報》第一張第四版，1981年7月24日。
- 〈顏氏家族與新昌組新公司，中巴出價卅八元半反收購迎擊百利保〉，《香港工商日報》第一頁，1981年8月5日。
- 〈顏成坤稱本年度獲利比去年度多，中巴明年上半年不加價〉，《大公報》第二張第五版，1981年12月22日。
- 〈中巴半年後是否加價，視地鐵支線影響決定〉，《大公報》第二張第五版，1984年11月17日。
- 〈中巴本年底檢討票價，東區綫搭客跌成半，非繁忙時間減班次〉，《華僑日報》第二張第四頁，1985年10月15日。
- 〈中巴主席顏成坤在年報指出，乘客量微增百分一〉，《華僑日報》第二張第二頁，1985年11月20日。
- 〈中巴純利大幅下降，望舊價維持至年中〉，《華僑日報》第二張第一頁，1986年12月31日。
- 〈中巴半數路線虧蝕，顏成坤說艱苦經營〉，《華僑日報》第二張第四頁，1987年1月21日。
- 〈南華會元老聚舊，顏成坤暢論往事〉，《華僑日報》第六張第二頁，1988年4月16日。
- 〈顏成坤夫人黃亦梅息勞歸主週一舉殯〉，《華僑日報》第14頁，1989年7月21日。
- 〈訃聞〉，《華僑日報》第2頁，1989年7月24日。
- 〈顏成坤夫人舉行殯禮，聖若瑟堂安息彌撒〉，《華僑日報》第14頁，1989年7月25日。
- 〈本會前女子部顧問顏黃亦梅息勞歸主〉，《華僑日報》第19頁，1989年8月16日。
- 〈中巴昨召開週年股東大會，員工要求大增退休金，顏成坤暗示加價彌補〉，《華僑日報》第1頁，1989年12月9日。
- 《1990年香港年鑑（第四十三回）》。香港：華僑日報有限公司，1990年。
- 〈梁文建稱已函顏成坤促改善中巴內部管理〉，《大公報》第七版，1990年1月21日。
- 〈中巴首條冷氣巴線，兩巴明投入服務〉，《大公報》第七版，1990年7月15日。
- 〈中巴管理階層妥善，母須增設總經理職〉，《華僑日報》第11頁，1990年7月15日。
- 〈中巴上年度盈利大減〉，《大公報》第七版，1990年12月8日。
- 〈港府研究中巴續約，一併檢討利潤保障〉，《華僑日報》第3頁，1991年11月15日。
- 何安達主編，《香港人名錄》。香港：天地圖書有限公司，1994年。ISBN 978-9-62257-746-6
- 《中華汽車有限公司一九九七年度年報》。香港：中華汽車有限公司，1997年。
- 〈中巴65年專利告終，無誠意改善服務，港府拒絕再等〉，《東方日報》A1，1998年2月18日。
- 〈中巴已不能為家族賺大錢，顏傑強：受影響只是員工〉，《東方日報》A1，1998年2月18日。
- 〈中巴近十年大事表〉，《東方日報》A20，1998年2月18日。
- 〈特稿：身家豐厚，守財奴難捨分毫；顏氏家族僱員眼中怪人〉，《東方日報》A20，1998年2月18日。
- 〈中巴滄桑歲月〉，《星島日報》A07，1998年8月31日。
- 呂大樂著，《山上之城：香港紅十字會的故事1950－2000アーカイブ 2021年1月5日 - ウェイバックマシン》。香港：香港大學出版社，2000年。ISBN 978-9-62209-528-1
- 〈一代潮州教父顏成坤住院四年病逝〉，《壹週刊》，2001年4月19日。
- 〈顏成坤分身家女多過仔アーカイブ 2018年8月26日 - ウェイバックマシン〉，《香港蘋果日報》，2001年4月26日。
- 〈顏成坤舉殯官商致祭眾アーカイブ 2016年6月1日 - ウェイバックマシン〉，《成報》A08，2001年4月28日。
- 〈財經人物素描：顏成坤巴士王國一代而亡アーカイブ 2017年3月5日 - ウェイバックマシン〉，《香港蘋果日報》，2002年4月23日。
- 《60周年紀念特刊》。香港：香港防癆心臟及胸病協會，2008年。
- 〈特稿：顏成坤大宅評為第三級歷史建築アーカイブ 2017年3月5日 - ウェイバックマシン〉，《香港蘋果日報》，2009年1月17日。
- 陳志華、李健信著，《香港巴士90年》。香港：中華書局（香港）有限公司，2011年。ISBN 978-9-88810-451-2
- 賴文輝著，《香港十大名將アーカイブ 2020年11月22日 - ウェイバックマシン》。香港：Red Publish，2013年。ISBN 978-9-88822-325-1
- 《華人永遠墳場管理委員會100周年特刊アーカイブ 2021年2月19日 - ウェイバックマシン》。香港：華人永遠墳場管理委員會，2013年。
- 〈精裝筍盤：北角港運城內櫳簇新、享地利アーカイブ 2017年3月5日 - ウェイバックマシン〉，《香港蘋果日報》，2014年5月11日。
- 〈中國足球曾稱雄東亞20年，1936年首赴奧運會アーカイブ 2020年9月12日 - ウェイバックマシン〉，《人民政協報》，2014年7月7日。
- 〈中巴三姊弟力守$70億金礦〉，《壹週刊》1281期，2014年9月25日。
- 〈中巴騎呢顏氏大家姐靠一盒西餅起朵アーカイブ 2016年6月23日 - ウェイバックマシン〉，《壹週Plus》，2014年9月28日。
- 鄺智文著，《重光之路：日據香港與太平洋戰爭》。香港：天地圖書有限公司，2015年7月。ISBN 978-9-88825-566-5
- 黃棣才著，《圖說香港歷史建築1920－1945アーカイブ 2020年11月22日 - ウェイバックマシン》。香港：中華書局（香港）出版有限公司，2015年。ISBN 978-9-88834-020-0
- 〈蘋果生活：巴士迷拍照留念，前員工拜拜「老友」，中巴最後一程，百粉絲送別アーカイブ 2017年3月5日 - ウェイバックマシン〉，《香港蘋果日報》，2015年7月1日。
- 〈中巴顏潔齡丈夫逝世 アーカイブ 2022年11月9日 - ウェイバックマシン〉，《明報》，2022年10月21日。
- 〈明愛黃耀南中心アーカイブ 2016年6月25日 - ウェイバックマシン〉，《香港明愛》，造訪於2016年5月21日
- 〈中巴歷史（四十年代）アーカイブ 2017年3月5日 - ウェイバックマシン〉，《中華巴士紀念館》，造訪於2016年5月21日。
- 〈中巴歷史（八十年代）アーカイブ 2017年3月5日 - ウェイバックマシン〉，《中華巴士紀念館》，造訪於2016年5月21日。